# Auferstehung Jesu Christi

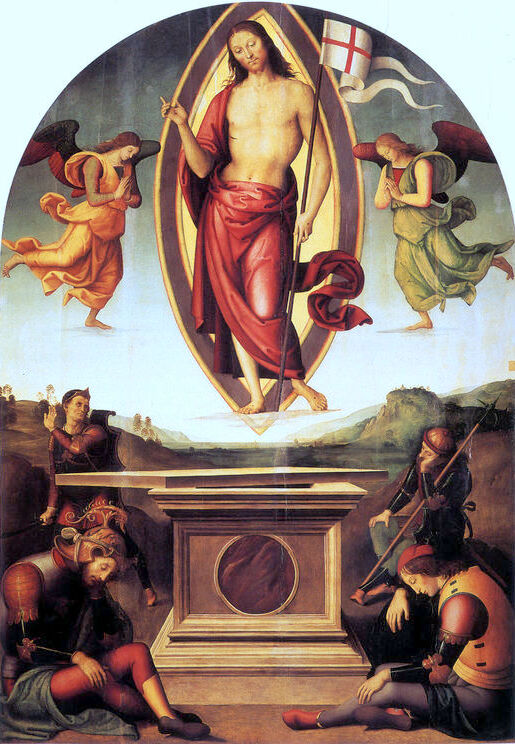
Auferstehung Christi, 1499, von Perugino.

Als Auferstehung oder Auferweckung Jesu Christi bezeichnet das Christentum das im Neuen Testament (NT) bezeugte Ereignis, Jesus Christus, Sohn Gottes, sei am dritten Tag seit seiner Kreuzigung von den Toten erweckt worden und seinen Jüngern in leiblicher Gestalt erschienen.
Das NT beschreibt den Vorgang der Auferstehung nicht, sondern setzt ihn als von keinem Menschen beobachtete und beeinflusste, alleinige Tat Gottes voraus (Mk 16,6 ). Es bezeugt die Folgen dieser Tat für einige der ersten Jünger und andere Menschen, die den auferstandenen Jesus laut einer sehr frühen Osterzeugenliste gesehen haben (1 Kor 15,5–8 ). Auf diesem Zeugnis beruht der Glaube des Urchristentums an die Messianität Jesu Christi und an die Rettung derer, die seinen Namen bekennen, zum ewigen Leben:

„[…] denn wenn du mit deinem Mund bekennst: Herr ist Jesus – und in deinem Herzen glaubst: Gott hat ihn von den Toten auferweckt, so wirst du gerettet werden.“

Das Christentum feiert Jesu Auferstehung jedes Jahr zu Ostern, dem wichtigsten christlichen Fest. Die Historizität der Auferstehung Jesu bzw. Entstehung, Inhalt und Bedeutung des Auferstehungsglaubens werden seit der Neuzeit kontrovers diskutiert.

## Neues Testament
Alle Schriften des NT stammen von Urchristen, die von der leiblichen Auferstehung Jesu Christi überzeugt waren und sie als Ursache und Hauptinhalt ihres Glaubens betrachteten, der alle übrigen Glaubensinhalte trägt. Siebzehn der 27 NT-Schriften erwähnen Jesu Auferstehung. Fast alle übrigen setzen sie implizit voraus, auch die hypothetische Logienquelle und das apokryphe Thomasevangelium, die sie nicht explizit erwähnen. Kein NT-Zeuge beschrieb den Vorgang selbst, kein NT-Autor beanspruchte fremde, nichtchristliche Zeugen dafür. „Wer den Auferstandenen sah, wurde personal beansprucht“: Daher konnten die Urchristen Jesu Auferstehung nicht distanziert darstellen, sondern nur als von Gott geschenkte wunderbare Erkenntnis gelten lassen, bekennen, verkünden und nacherzählen.
Die NT-Forschung versucht, die Entstehung und Entwicklung dieser Glaubenszeugnisse aufzuhellen. Schon die ersten Christen, die Jesus von Nazaret zum Teil noch erlebt und begleitet hatten, prägten kurz nach dessen Tod um das Jahr 30 formelhafte Glaubens- und Bekenntnissätze. Paulus von Tarsus zitierte solche Sätze aus der Jerusalemer Urgemeinde in seinen erhaltenen Paulusbriefen (entstanden ab 50 n. Chr.) als bereits etablierte urchristliche Überlieferung (Tradition). Diese Sätze gelten als Keimzelle der Entstehung des NT.
Längere Ostererzählungen am Ende der vier kanonischen Evangelien und am Anfang der Apostelgeschichte gelten als jüngere, narrative Entfaltung dieser frühen Glaubenssätze. Ihre gemeinsamen Anteile und ihre Abfolge werden auf einen ersten, schriftlichen Passionsbericht aus der Urgemeinde zurückgeführt. Diesen fand der Verfasser des Markusevangeliums vor, nahm ihn auf und erweiterte ihn (um 70). Die späteren Evangelisten haben diesen erweiterten Bericht in Grundzügen übernommen und jeweils abgewandelt oder ergänzt.

### Formeltradition
In den Paulusbriefen findet man eingliedrige Formeln mit dem griechischen Verb ἐγείρω (Aktiv „aufwecken“, „aufrichten“, „entstehen lassen“; Passiv: „aufwachen“, „auf[er]stehen“):
- „Gott hat Jesus von [aus] den Toten erweckt“: Röm 10,9 EU; 1 Kor 6,14 EU; 1 Kor 15,15 EU; Eph 1,20 EU.
- „Gott, der Jesus von den Toten erweckt hat“: Röm 4,24 EU; 2 Kor 4,14 EU; Gal 1,1 EU; Kol 2,12 EU.

Hier ist Gott Subjekt, der sich durch sein Auferwecken des getöteten Jesus „definiert“, so dass das Substantiv „der Gott“ in Röm 8,11  sogar entfallen kann. Sein Handeln an Jesus erscheint als einzigartige Ausnahme von allen anderen Toten (exklusiv).
Andere Varianten definieren Christus durch Gottes Handeln an ihm:
- „Jesus, den Gott aus den Toten auferweckt hat“: 1 Thess 1,10 EU (gilt als älteste schriftliche Auferstehungsnotiz des NT); Kol 2,12 EU.
- „Christus wurde auferweckt von den Toten“: Röm 6,4.9 EU.
- „der, der [von den Toten] auferweckt ist“: Röm 7,4 EU; Röm 8,34 EU.

Daneben stehen mehrgliedrige Formeln, die das griechische Verb ἀνίστημι (transitiv: „aufrichten“, „aufwecken“; intransitiv: „aufstehen“, „auferstehen“) verwenden und die Auferstehungsaussage mit anderen Aussagen verbinden:
- „Er ist auferstanden, er ist nicht hier“: Mk 16,6 EU.
- „Der Herr ist wahrhaftig auferstanden und Simon erschienen“: Lk 24,34 EU.
- „Jesus ist gestorben und auferstanden“: 1 Thess 4,14 EU; 1 Kor 15,3f EU; 2 Kor 5,15 EU.
- „Der Menschensohn […] muss getötet werden und nach drei Tagen auferstehen“: Mk 8,31 EU; Mk 9,31 EU; Mk 10,33f EU. Hier handelt es sich um die „Passionssummarien“ der Evangelien, in denen der vorösterliche Jesus in wörtlicher Rede Leiden, Tod und Auferstehung des Menschensohns ankündigt. Diese Varianten beziehen Jesu Auferstehung auf sein vorheriges Sterben, das ihn mit allen Sterblichen verbindet (inklusiv).

Beide griechischen Verben übersetzen in der Septuaginta das hebräische und aramäische Lexem קום für „aufstehen“, welches nicht im Passiv gebildet werden kann. Passivische und aktivische Formeln kommen schon in den ältesten Paulusbriefen vor. Die Form „Gott erweckte“ zog laut Martin Karrer die Form „Jesus erstand“ unmittelbar nach sich und drückt dasselbe aus: Der passiv allein durch Gottes Macht vom Tod Erweckte stand auf. Für die Priorität von „er stand auf“ argumentierten Jacob Kremer und Otfried Hofius.
Mit den bildhaften Verben „Aufwachen“ bzw. „Auferwecktwerden“ und „Aufstehen“ wählten die Urchristen aus den damals verfügbaren Ausdrücken für Leben nach dem Tod gerade jene aus, die den konkreten Bezug zur ganzen, real gestorbenen Person einerseits, zur jüdisch-apokalyptischen Zukunftshoffnung auf die leibhafte Auferweckung der Toten andererseits herstellten. So widersprach bereits ihre Wortwahl anderen damaligen Vorstellungen: Im Tod verlasse eine unsterbliche Seele den Körper, dieser verwese unwiderruflich; Menschen hätten Jesus befristet wiederbelebt; er sei als andere Person wiedergeboren worden; er lebe in seinen Nachfolgern weiter, die ihn als gerechten Märtyrer heroisieren; er sei gar kein Sterblicher gewesen und daher nicht wirklich gestorben. Dagegen verstanden die Urchristen die Auferstehung dieses gekreuzigten und begrabenen Menschen als reales, ganzheitliches, einzigartiges, von Gott allein vollzogenes Ausnahmegeschehen, durch das seine Schöpfermacht in die Geschichte des Todes eingebrochen sei und mit eigener, vorwärtstreibender Kraft alles verändere (Phil 3,10 ).
Die Urchristen übernahmen dabei sprachlich die Form biblischer Grundaussagen über das rettende Schöpfer- und Exodushandeln des Gottes Israels (etwa Ex 16,6 ; Dtn 8,14 ; Ps 115,15 ; Jer 16,14 ; Jes 45,7  und öfter). Sie drückten damit aus, dass dieser Gott „in Fortführung und Überbietung seines Schöpfungshandelns an der Welt und seines geschichtlichen Handelns an Israel durch seine die Toten erweckende Macht unerwartet und exzeptionell an dem gekreuzigten und toten Jesus gehandelt“ habe (Hans Kessler).

### Urchristliches Credo und Zeugenliste
1 Kor 15,1–8  gilt wegen seines Alters und Gewichts als das wichtigste Auferstehungszeugnis des NT. Denn Paulus, der einzige NT-Autor, dessen Identität historisch gesichert ist, führt es als von ihm verkündetes rettendes Glaubensfundament ein:

„1 Ich erinnere euch, Brüder und Schwestern, an das Evangelium, das ich euch verkündet habe. Ihr habt es angenommen; es ist der Grund, auf dem ihr steht.

2 Durch dieses Evangelium werdet ihr gerettet, wenn ihr festhaltet an dem Wort, das ich euch verkündet habe, es sei denn, ihr hättet den Glauben unüberlegt angenommen.
 3 Denn vor allem habe ich euch überliefert, was auch ich empfangen habe: Christus ist für unsere Sünden gestorben, gemäß der Schrift,
 4 und ist begraben worden.
 Er ist am dritten Tag auferweckt worden, gemäß der Schrift,
 5 und erschien dem Kephas,
 dann den Zwölf.
 6 Danach erschien er mehr als fünfhundert Brüdern zugleich;
 die meisten von ihnen sind noch am Leben, einige sind entschlafen.
 7 Danach erschien er dem Jakobus,
 dann allen Aposteln.
 8 Zuletzt erschien er auch mir, gleichsam der Missgeburt.“

Mindestens die Verse 3 bis 4 gelten als Zitat des ältesten urchristlichen Glaubensbekenntnisses, das Paulus von der Urgemeinde wohl bei einem ersten Jerusalembesuch übernommen hatte (Gal 1,18–19 ). Es war in Jerusalem wahrscheinlich ursprünglich Aramäisch verfasst und mit der Liste schon schriftlich fixiert worden. Es bekennt stellvertretenden Sühnetod, Grablegung und Auferweckung Jesu am „dritten Tag“ als „schriftgemäß“, das heißt als gottgewollte Stationen der biblischen Heilsgeschichte, die alttestamentliche Verheißungen erfüllen. Diese Stationen bildeten für die Urchristen eine untrennbare und unumkehrbare Einheit, die auch die Gliederung des vormarkinischen Passions- und Osterberichts bestimmte.
Damit hatten Urchristen aus der Urgemeinde in den Folgeversen 5 bis 7 eine Liste der Empfänger einer Jesuserscheinung in zeitlicher Reihenfolge verbunden. Jedes Versglied wird mit dem Passivpartizip „er erschien / wurde gesehen von…“ (griechisch ὤφθη, ophtae) eingeleitet. Das Wort bezeichnet hier kein gewöhnliches Sehen, sondern eine nur von Gott ermöglichte visionäre Enthüllung von irdisch unzugänglicher Wahrheit (Offenbarung). Die Septuaginta verwendet es oft für Erscheinungen Gottes (Ex 16,10 ; Jes 33,10–11 ; Jes 35,2 ; Jes 66,18 ; Ps 838 ; Ps 101,17  und öfter). Besonders die jüdische Apokalyptik führt Traumvisionen („Gesichte“) erzählerisch aus, in denen die Endzeitereignisse vorweggenommen werden. Auf eine nur von Gott her mögliche Wahrnehmung und endgültige Enthüllung verweisen auch die Engelsbotschaft in Mk 16,8  („Dort werdet ihr ihn sehen…“) und Eigenaussagen des Paulus in Gal 1,12.16  und 1 Kor 9,1  („Habe ich nicht Jesus, unsern Herrn, gesehen?“).
Die Art dieser Wahrnehmung wird nicht ausgeführt. Alles konzentriert sich auf ihren Inhalt: den zuvor gekreuzigten und begrabenen, nun auferweckten Jesus. Deutlich ist, dass reale, sinnliche Erfahrungen gemeint sind. Das passive Sehen war offenbar ein Erkennen und Wiedererkennen, das denen, die Jesus vor seinem Tod gekannt und zum Teil begleitet hatten, seine wahre, bisher verborgene Identität endgültig aufdeckte. Es bezeichnet also eine personale, das ganze bisherige Leben der Empfänger umstürzende Begegnung mit Jesus Christus. Er war für sie nun unwiderruflich der unerwartet von Gott zu unzerstörbarem neuen Leben Erweckte.
Paulus und viele seiner Adressaten kannten den historischen Jesus nicht, so dass er in Vers 6 wahrscheinlich den Hinweis auf noch lebende Zeugen einer Jesuserscheinung ergänzte, die befragt werden konnten. Indem er sich selbst in Vers 8 als letztes Glied in die Zeugenliste einreihte, stellte er heraus, dass der Auferstandene selbst ihn trotz seiner Vergangenheit als Christenverfolger ebenso wie die Apostel der Urgemeinde zur universalen Völkermission beauftragt habe. So ist der älteste authentische Schriftzeuge des NT zugleich der einzige, der in Ich-Form von einer Begegnung mit dem Auferstandenen berichtete. Im Galaterbrief hatte Paulus Jahre zuvor betont, er habe seine Berufung zum Völkerapostel unabhängig von der Urgemeinde erhalten und diese erst später besucht: Das erhärtet die Echtheit seiner eigenen Begegnung mit dem auferstandenen Jesus und zugleich deren Übereinstimmung mit den früheren Jesusvisionen der Urchristen, deren Glaubensbekenntnis Paulus dann übernahm. Anschließend behandelte er das Thema Auferstehung in einem grundlegenden theologischen Traktat (1 Kor 15,12–58 ).

### Erzähltradition
Die „Erzähltradition“ besteht aus zusammenhängenden Texten, die die Ereignisse im Anschluss an Jesu Tod ausführen und dabei Texteinheiten zur Auffindung seines leeren Grabes und zu seinen Erscheinungen miteinander kombinieren:
- Mk 15,42–16,8: Die Erzählung von der Grablegung Jesu und Entdeckung seines leeren Grabes durch einige Frauen ist der wohl älteste narrative Ostertext im NT. Er schloss wohl einen vormarkinischen Passionsbericht ab, der die formelhaft vorgeprägten Stationen des Leidensweges Jesu ausführte.
- Die Erzähleinheiten Mt 27,57–28,20 und Lk 23,50–24,53 übernehmen und variieren die Grabauffindungsgeschichte, verbinden sie mit einer Kollektivvision des Zwölferkreises und einem universalen Missionsauftrag Jesu.
- Joh 19,38–21,25 bietet eine eigene Version von Grab- und Erscheinungstradition und erweitert diese um eine den Synoptikern unbekannte Begegnung Jesu mit Simon Petrus und sechs weiteren Jüngern aus dem Zwölferkreis.
- PetrEv 8,28–11,49 aus dem apokryphen Petrusevangelium ist der einzige urchristliche Text, der den Vorgang der Auferstehung selbst beschreibt. Jesu Gegner, Juden und Römer, beobachten hier seine Bestattung und die Versiegelung seines Grabes; sie werden Zeugen seiner Auferweckung und eines Dialoges mit Gott, worauf er ihnen aus dem Grab heraus erscheint. Einige Textdetails (eine Grabwache, Grabsiegel, vgl. Mt 27,65–66 EU; ein Centurio, vgl. Mk 15,39 EU) zeigen, dass der Autor synoptische Motive kannte, auf eigene Weise verknüpfte und variierte. Daher gilt dieser Text als späte apologetische Legende, die indirekt die getrennte Entstehung von Grab- und Erscheinungsüberlieferung bestätigt.[27]

#### Die Erscheinungen Jesu

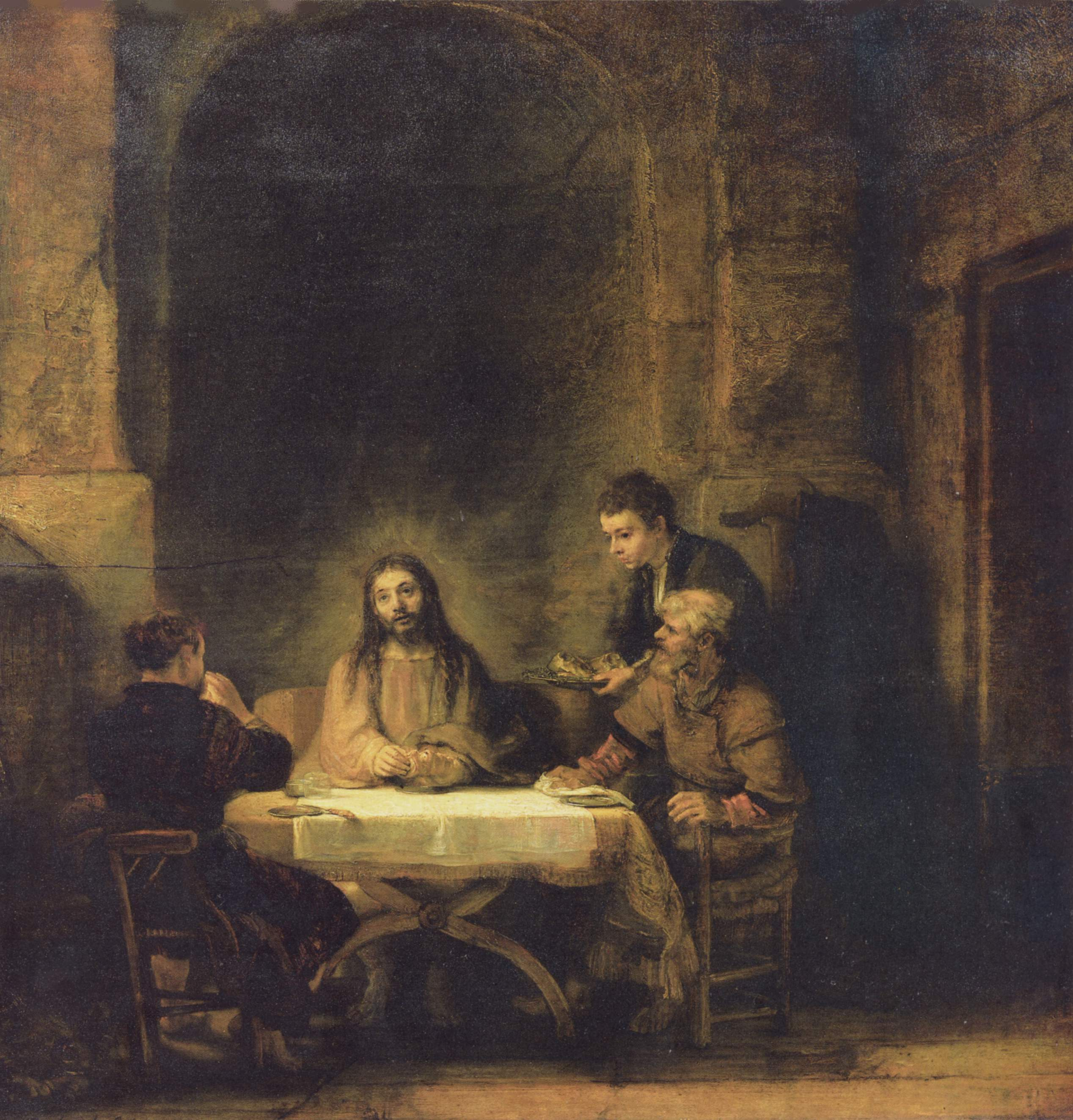
Christus vom Emmaus, Gemälde von Rembrandt

Erzähltexte von Erscheinungen des auferweckten Jesus gegenüber einzelnen oder einigen seiner ersten Anhänger findet man in:
- Mt 28,9–10 EU: Jesus erscheint zwei Frauen beim Grab und beauftragt sie, die Jünger nach Galiläa zu senden. Dabei fallen die Frauen auf die Knie und fassen seine Füße.
- Mt 28,16–20 EU: Jesus erscheint den Elf (ohne Judas Iskariot) in Galiläa und beauftragt sie zur weltweiten Mission, Taufe und Lehre zum Halten seiner Gebote. Er sagt ihnen seine Gegenwart bis zum Weltende zu.
- Lk 24,13–35 EU: Jesus erscheint zwei Jüngern bei Emmaus auf dem Weg nach Galiläa, erklärt ihnen anhand der Bibel den Sinn seines Leidens und isst mit ihnen. Sie erkennen ihn erst am Brotbrechen.
- Lk 24,36–49 EU: Jesus erscheint allen elf Aposteln in Jerusalem, überwindet ihren Unglauben, indem er sich anfassen lässt, seine Wundmale an Händen und Füßen zeigt und etwas isst, erklärt seine Passion mit der Bibel und beauftragt sie zur weltweiten Mission.
- Joh 20,11–18 EU: Jesus erscheint Maria Magdalena in weißem Gewand vor dem leeren Grab. Er lässt sich nicht berühren. (Seine Worte sind als „noli me tangere“ aus dem lateinischen Text bekannt und bezeichnen auch das entsprechende Bildmotiv.)
- Joh 20,19–23 EU: Jesus erscheint den elf Jüngern in Jerusalem, überwindet ihren Unglauben durch Zeigen der Wundmale an Händen und Seite (Speerstich), beauftragt sie zur Gemeindegründung, verleiht ihnen den Heiligen Geist und gibt ihnen die Vollmacht, Sünden zu erlassen.
- Joh 20,24–29 EU: Jesus erscheint Thomas und lässt sich von ihm anfassen, um seinen Unglauben zu überwinden.
- Joh 21,1–14 EU: Jesus erscheint sieben der erstberufenen Jünger am See Genezareth, als diese von erfolglosem Fischfang zurückkehren, und feiert mit ihnen ein Mahl.
- Laut Apg 1,1–11 EU erschien Jesus in den seiner Auferstehung folgenden vierzig Tagen noch weitere Male in Jerusalem. Er wiederholt und bekräftigt den Missionsauftrag der Apostel, bevor er seine Jünger mit der Himmelfahrt endgültig verlässt. Danach beginnt der Zwölferkreis, seine Auferstehung öffentlich zu verkünden. Damit beginnt die Missionsgeschichte der Urchristen.
- Apg 9,1–9 EU (Damaskuserlebnis) ist die einzige Jesuserscheinung nach der Himmelfahrt und letzte aller Jesuserscheinungen. Der Text führt die Bekehrung und Berufung des Christenverfolgers Paulus vor Damaskus aus, die dieser in seinen Briefen nur erwähnt, aber nicht näher beschreibt. Dieser Fremdbericht wird als Eigenbericht in Apg 22,6–11 EU und Apg 26,12–18 EU wiederholt und abgewandelt.

Die narrativen Erscheinungstexte bestätigen also vier Jesuserscheinungen aus der in 1 Kor 15,1–8  bezeugten Zeugenliste:
- die des Petrus, ohne sie auszuführen (Lk 24,34 EU; indirekt Mk 16,7 EU),
- die der elf erstberufenen Jünger (Mt 28,16–20 EU; Lk 24,36–49 EU; Joh 20,19–23 EU),
- die vor „allen Aposteln“ (ausgeführt in Form der Himmelfahrt),
- die des Paulus (Gal 1,12.15 EU; Apg 9 EU).

Die Begegnung Jesu mit Jakobus und mit den „500 Brüdern“ werden nicht narrativ ausgeführt und nirgends sonst erwähnt. Die Jesuserscheinungen für die zwei Emmausjünger, Maria Magdalena und die anderen Frauen, Thomas und sieben Jünger wiederum fehlen in der Zeugenliste. Sie gelten daher als wahrscheinlich erst von den Evangelisten Lukas und Johannes oder einem Johannesredaktor komponierte Texte.
Mk 16,9–20  zählt die Erscheinungen vor Maria Magdalena, den zwei Emmausjüngern, den Elf, Thomas und den sieben Jüngern auf: Dies gilt als Versuch eines späteren Redaktors, die frühen Angaben der Zeugenliste mit den späten Erscheinungstexten von Lukas und Johannes auszugleichen.
Die Erscheinungstexte treffen keine Aussagen über Jesu Gestalt. Erst sein Handeln und Sprechen deckt den Empfängern auf, wer er ist. In Lk 24,39  und Joh 20,20.27  lässt er sich physisch berühren, um ihren Unglauben zu überwinden. Dieses Motiv widerspricht der Auffassung, er sei nur als Geist ohne Körper auferstanden und zuvor nicht wirklich gestorben. Daneben tritt das Motiv des gemeinsamen Mahls, das an das letzte Abendmahl Jesu mit den Jüngern vor seinem Tod erinnert: Erneut schenkt er ihnen, die ihn vor dem Tod verraten, verlassen und verleugnet hatten, Anteil an der Sündenvergebung. Die Paulusvision betont das Motiv des Himmelslichtes, in dem der zu Gott erhöhte Menschensohn erscheint, das den Empfänger blendet und zum Bekennen des eigenen Unrechts führt. So fallen Selbstoffenbarung, Vergebung, Christus- und Selbsterkenntnis in den Erscheinungstexten zusammen.

#### Das leere Grab

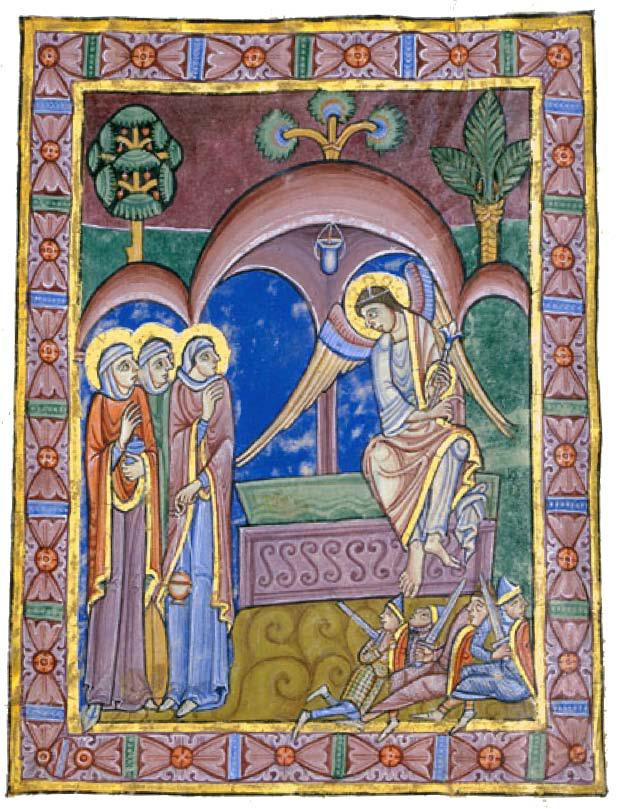
Die drei Frauen am Grab, mit dem Engel, Albani-Psalter, 12. Jahrhundert

Erzählungen vom Auffinden des leeren Grabes Jesu in Jerusalem findet man in:
- Mk 16,1–8 EU: Das Grab ist offen; in ihm begegnet den Frauen ein Engel mit der Osterbotschaft, die auf Jesu Erscheinungen in Galiläa hinweist. Die Frauen fliehen und sagen aus Furcht niemandem etwas.
- Mt 28,1–8 EU: Ein Engel öffnet das Grab vor den Augen der Frauen. Er verkündet Jesu Auferstehung und fordert die Jünger auf, Jesus in Galiläa zu treffen. Die Frauen kehren „mit Furcht und großer Freude“ zurück nach Jerusalem, um den Jüngern zu berichten. Jesus erscheint ihnen auf dem Weg und wiederholt die Engelsbotschaft.
- Lk 24,1–12 EU: Das Grab ist offen; zwei Engel verkünden die Osterbotschaft mit Jesu eigenen Worten. Die Frauen geben diese weiter, aber die Jünger glauben ihnen nicht.
- Joh 20,1–10 EU: Nur Maria Magdalena geht zum Grab, findet es offen, teilt dies Petrus und dem Lieblingsjünger mit. Diese laufen um die Wette zum Grab und finden es leer, darin die Schweißtücher Jesu.

Das leere Grab ließ sich nach Eigenaussage der Texte verschieden deuten und rief von sich aus noch keinen Glauben an Jesu Auferstehung, sondern zunächst Furcht, Ratlosigkeit, Trauer und Unverständnis hervor (Mk 16,8 ; Lk 24,4 ; Joh 20,2.9.11.15 ). Erst die Jesuserscheinungen weckten Glauben und Freude (Joh 20,20 ), die auch in spätere Varianten der Grabgeschichte eindrang (Mt 28,8 ). So bestätigte das leere Grab für die Urchristen nachträglich den unabhängig davon entstandenen Auferstehungsglauben.
Da die Zeugenliste 1 Kor 15,5–8  keine Frauen, keine Orts- und Zeitangaben und kein leeres Grab, die älteste Version der Grabgeschichte, Mk 16,1–8 , dagegen keine Männer und keine Jesusvisionen enthält, gelten Jesuserscheinungen und Grabgeschichte als unabhängig voneinander entstandene Traditionen, die erst später variabel miteinander verknüpft wurden.
Mk 16,1–8  gilt gemäß der Zwei-Quellen-Theorie als die älteste Version der Grabfindungsgeschichte. Sie schloss vermutlich den vormarkinischen Passionsbericht ab, den Markus in sein Evangelium aufnahm; dann enthielt dieser noch keine Erscheinungstexte. Die übrigen Evangelisten haben diese Textvorlage abgewandelt, um den Fund des leeren Grabes je auf ihre Weise mit ihnen bekannt gewordenen Jesuserscheinungen zu verbinden. Die Matthäusversion macht die Zusammenkunft der Jünger in Galiläa mit einer ergänzten Jesuserscheinung vor den Frauen plausibel. Die Lukasversion erklärt die Gründung der Urgemeinde in Jerusalem damit, dass die Jünger schon vor ihrem Aufbruch nach Galiläa vom leeren Grab erfuhren und aufgrund einzelner Jesuserscheinungen unterwegs nach Jerusalem umkehrten. In der Johannesversion entfällt die Engelsbotschaft beim Grab, da die Jünger hier in Jerusalem geblieben sind und Marias Entdeckung selbst überprüfen, bevor Jesus erscheint.
Viele NT-Forscher halten schon die älteste Version der Grabgeschichte für eine späte Legende, die kaum historische Erinnerung enthalte und den Glauben an Jesu Auferstehung nachträglich habe verteidigen sollen. Hauptargumente dafür sind:
- Die Hinrichtung am Kreuz sollte den Verurteilten entehren. Die Leichname wurden üblicherweise der Verwesung am Kreuz und aasfressenden Tieren überlassen; allenfalls kamen sie in ein Massengrab. Pontius Pilatus war ein sehr rücksichtsloser Herrscher. Daher hält Bart Ehrman es für unwahrscheinlich, dass er den Leichnam jemandem für ein ordentliches Begräbnis überlassen hätte.[30]
- Die Formeltradition und die Paulusbriefe (1 Kor 15,4 EU) erwähnen Jesu Begräbnis, aber kein leeres Grab.
- Der Glaube an Jesu Auferweckung könnte auch ohne Fund seines leeren Grabes entstanden sein. Denn manche damaligen Juden glaubten laut Mk 6,14 EU, Jesus sei der von den Toten wiedererweckte Johannes der Täufer, den seine Jünger begraben hatten (Mk 6,29 EU). Jesus selbst glaubte laut Mk 12,18ff. EU, die Erzväter seien auferstanden; ihre Gräber wurden jedoch damals verehrt.[31]
- Nur die Markusversion erwähnt die nachträgliche Salbung des Leichnams Jesu, den Josef von Arimathäa schon gesalbt hatte, als Grund des Grabbesuchs der Frauen. Das erscheint untypisch für jüdische Begräbnissitten; ein Salbenkauf vor Tagesanbruch erscheint unglaubwürdig.[32]
- Zahl und Namen der Frauen sowie der Personen, die sie am Grab treffen, sind uneinheitlich überliefert.
- Motive wie der schwere Stein und das Schweigen der Frauen betonen den Wundercharakter der Auferweckung Jesu, deren Geschehensein erzählerisch also schon vorausgesetzt wird. Auch die Engelsbotschaft setzt Jesuserscheinungen in Galiläa schon voraus.
- Der Text enthält Züge einer apokalyptischen Epiphanie mit einem Deute-Engel und greift auf Engelsmotive zu Beginn des Markusevangeliums und auf Jesu eigene Ankündigung seines Wiedererscheinens (Mk 14,28 EU) zurück. Das spricht für den Evangelisten Markus als Autor.[33]

Für einen historischen Kern werden angeführt:
- Die Glaubensaussage „Jesus wurde von den Toten auferweckt“ bedeutet biblisch und bei Paulus eine restlose Verwandlung des sterblichen Körpers.
- Das leere Grab wurde übereinstimmend am Tag nach dem Sabbat gefunden, der nach jüdischer Zählung der dritte angebrochene Tag seit Jesu Tod war. Das entspricht 1 Kor 15,4 EU.
- Mk 16,1–8 EU hängt literarisch unlösbar mit Jesu Grablegung (Mk 15,42–47 EU) zusammen. Beide Texte gehören zum vormarkinischen Passionsbericht und führen das Urcredo (1 Kor 15,3–5 EU: „gestorben, begraben und am dritten Tage auferweckt“) erzählerisch aus.
- Schweigen und Flucht der Frauen bestätigen Jesu Ankündigung des Unglaubens (Mk 14,27 EU) und die Flucht seiner männlichen Jünger (Mk 15,40 EU). Eben weil dieser Unglaube historisch ursprünglich war, erwähnen urchristliche Auferstehungsformeln das leere Grab nicht und formten spätere Grabberichte dieses Motiv in einem längeren Überlieferungsprozess zur Auferstehungsfreude um.[34]
- Nach allen Evangelien fanden Frauen das Grab, die zu den ersten Begleitern Jesu aus Galiläa gehörten und den Urchristen namentlich bekannt waren. Zeugenaussagen von Frauen galten im damaligen Judentum wenig oder nichts. Die Urchristen haben das Zeugnis von Frauen nur weitergegeben, weil es historisch war.
- Der Fund des leeren Grabes wurde unabhängig von den Jesuserscheinungen überliefert und erst später mit diesen verbunden: Es könnte sich also um eine frühe eigenständige Überlieferung handeln.
- Die Urchristen haben noch keinen Grabkult entwickelt, obwohl dieser in Jerusalem damals gerade für Märtyrer stark gepflegt wurde. Dies erklärt auch das Schweigen des Paulus vom leeren Grab.[35]
- Sie hätten Jesu Auferweckung in Jerusalem unmöglich verkünden können, wenn es dort ein volles Jesusgrab gegeben hätte.
- Jüdische Betrugsvorwürfe gegen die Urchristen in und außerhalb des NT setzen ihrerseits voraus, dass Jesu Grab tatsächlich leer war.

#### Ablauf der Osterereignisse
Die Evangelien stellen die Ereignisfolge bis zu Jesu Bestattung weitgehend im Konsens dar. Ihre Passions- und Ostererzählungen gelten als erzählerische Entfaltung des urchristlichen Credos (1 Kor 15,3–5 ) mit seiner Abfolge „gestorben – begraben – auferweckt (– erschienen)“. Die spezifischen Evangelientexte zum Grab Jesu und seinen Erscheinungen enthalten aber viele verschiedene, zum Teil widersprüchliche Details. Deshalb ist der vermutete historische Verlauf bis heute umstritten; teils wird er für nicht rekonstruierbar gehalten.
Nach dem ältesten Passionsbericht (Mk 11–16), dessen Ereignisfolge die Synoptiker übernahmen, starb Jesus in Jerusalem während eines Pessach nachmittags am Vortag eines Sabbat (Freitag). Josef von Arimathäa nahm seinen Leichnam mit Erlaubnis des römischen Statthalters Pontius Pilatus vom Kreuz, wickelte ihn in ein Leintuch, legte ihn in ein Jerusalemer Felsengrab und verschloss es mit einem schweren Stein. Die männlichen Jünger waren laut Mk 14,50  schon bei Jesu Festnahme am Vorabend geflohen; einige davon waren laut Lk 24,13  unterwegs nach Galiläa, andere blieben laut Joh 20,2–3  in Jerusalem. Nur einige Frauen aus dem Anhängerkreis Jesu aus Galiläa beobachteten seine Kreuzigung und Bestattung. Einige dieser Frauen, darunter zumindest Maria Magdalena (Mk 16,1 ; Joh 20,1 ), suchten das Grab frühmorgens am Tag nach dem Sabbat auf, um Jesu Leichnam einzubalsamieren (Mt 28,1 : um nach dem Grab zu sehen).
Konsens besteht im NT darin, dass dieser „dritte Tag“ (1 Kor 15,4 ; gezählt von Jesu Todestag an) das Datum der Auferweckung Jesu war. Die Fortsetzung variieren die Synoptiker mit legendarischen Motiven von ein oder zwei Engeln, die den Frauen in oder vor dem Grab die Botschaft verkünden, Jesus sei auferweckt. Bei Mk und Mt kündigen sie zudem Jesuserscheinungen in Galiläa an. Bei Lk und Joh entfällt dieser Hinweis, da Jesus hier nahe bei und in Jerusalem erscheint. Alle Evangelien setzen also nachösterliche Jesuserscheinungen voraus und verknüpfen sie auf verschiedene Weise mit der Entdeckung des leeren Grabes. Alle berichten von einer Erscheinung Jesu vor dem versammelten Elferkreis. Nach Lk 24  und Joh 20  sahen die Elf Jesus noch am gleichen Tag der Nachricht vom leeren Grab in Jerusalem. Mt lässt das Datum wegen der Lokalität Galiläa offen. Zumindest die im NT mehrfach bezeugten Jesuserscheinungen der Zeugenliste, vor allem die vor Simon Petrus und Paulus, gelten meist als glaubwürdige (innere und/oder äußere) Erfahrung. Da nach 1 Kor 15,6–7  noch weitere Zeugen den Auferstandenen sahen, ließ die Urgemeinde das Ende der Osterzeit unbestimmt. Erst Paulus sah sich nach 1 Kor 15,8  als letzten durch eine Jesuserscheinung legitimierten Apostel.
Da viele Frauen unter Jesu ersten Anhängern waren, könnten einige davon zu den ersten gehört haben, denen Jesus erschienen ist. Denn die männlichen Anhänger waren nach der Verhaftung von Jesus aus Jerusalem geflohen, während die Frauen weniger Angst vor Verfolgung haben mussten.

### Mehrdimensionalität der Ostertexte

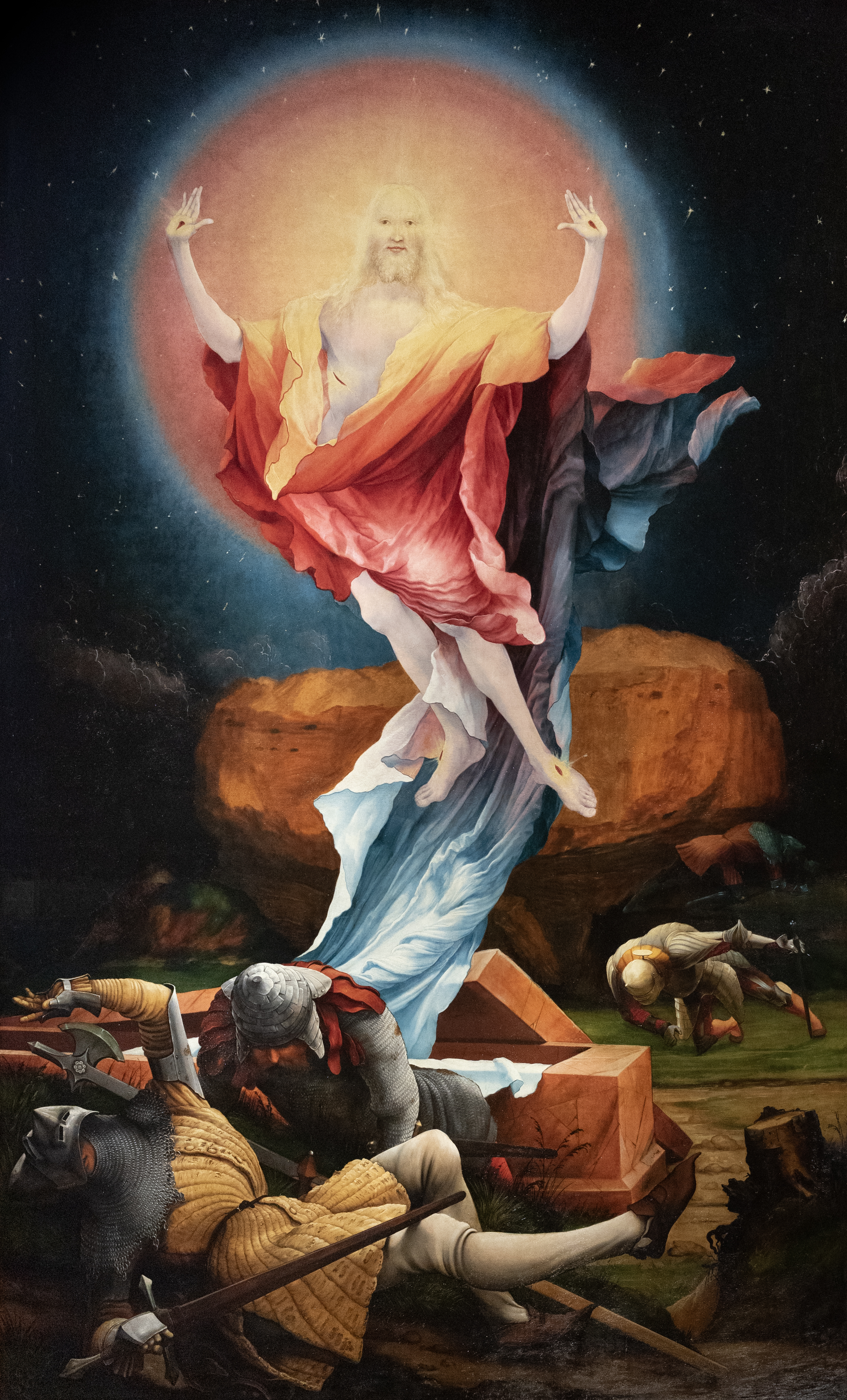
Ein Altar-Flügel des Isenheimer Altars von Matthias Grünewald, die Auferstehung

Das NT verkündet die Auferstehung Jesu Christi in verschiedenen, voneinander untrennbaren Bedeutungszusammenhängen (laut Bertold Klappert „Dimensionen“), nämlich als:
1. ein wirkliches Ereignis in der Geschichte (historisch),
2. Gottes Selbstdefinition (theologisch) durch die Offenbarung der wahren Identität Jesu (christologisch),
3. Inkraftsetzung der Versöhnung (soteriologisch),
4. Eröffnung einer neuen Zukunft für die Welt und Menschheit (eschatologisch),
5. Begründung der christlichen Verkündigung und Mission (kerygmatisch),
6. Begründung des christlichen Glaubens und der Nachfolge Jesu (anthropologisch).

In der Zuordnung und Gewichtung dieser Aspekte sei die Besonderheit jedes theologischen Konzepts zu diesem Thema näher bestimmbar.
So lassen sich die Zeugenliste, die ältesten Erscheinungs- und Grabgeschichten dem historischen Aspekt zuordnen. Die urchristlichen Credoformeln der Paulusbriefe verdeutlichen den theologischen Aspekt, da sie Gott durch sein Auferwecken Jesu definieren: „In der Überwindung des Todes erweist sich Gottes Wirklichkeit.“ Die Predigten der Apostelgeschichte binden alle Aspekte zusammen, indem sie Gottes Auferweckung als Offenbarung der Messiaswürde Jesu Christi, als Zielpunkt (Skopus) der biblischen Heilsgeschichte, Sündenvergebung und Aufruf zum Glauben und zur Umkehr verkünden. Zum soteriologischen Aspekt gehören ferner Aussagen, die den Tod des Auferstandenen als Versöhnung Gottes mit der Welt (Joh 3,16 ), seine Auferstehung als Grund der Rettung des Christen aus dem Endgericht (Joh 6,40 ), als Rechtfertigung (Röm 4,25 ) und Befreiung von Sünde und Tod (Röm 6,1–11 ) verkünden. Zum eschatologischen Aspekt gehören Aussagen des Paulus, wonach Jesu Auferstehung die biblischen Verheißungen von der Auferstehung aller Toten zum Endgericht und eines neuen unsterblichen Geistleibs bekräftige (2 Kor 5 ) bzw. notwendig voraussetze (1 Kor 15,12–13 ). Kol 1,18  deutet Jesu Auferstehung als entscheidende welthistorische Wende vom ewigen Tod zum ewigen Leben, in der das Heil und die Zukunft aller Sterblichen und des Kosmos eingeschlossen sei. Offb 21,1–5  schildert als apokalyptische Endzeitvision, dass die Parusie des Auferstandenen den Bund Gottes mit dem Volk Israel, sein Wohnen bei den Menschen, erfüllt und zugleich Tod und Leid endgültig überwindet, wie es in Jes 25,8  verheißen ist.
Die synoptischen Erscheinungstexte veranschaulichen, dass der Auferstandene den Unglauben seiner Nachfolger durch die persönliche Vergebung im gemeinsamen Mahl (Lk 24 , Joh 21 ) und die Zusage seiner geistlichen Gegenwart und Gabe des Heiligen Geistes (Mt 28,16–20 ; Joh 20 ) überwindet. Sie begründen damit auch das Abendmahl und die Taufe auf den Namen des dreieinigen Gottes als vom Auferstandenen selbst eingesetzte Sakramente (Mt 28,19 ). Darin sind der Auftrag zum Weiterverkünden der Botschaft Jesu vom Reich Gottes (Mk 16,9ff. ), das Befolgen seiner Aussendungsregeln (Mk 6,7–11 ) und Lehren seiner Tora-Auslegung unter anderem in der Bergpredigt Mt 5–7 eingeschlossen (Mt 28,20 : „Lehret sie halten alles, was ich euch befohlen habe“).

## Kirchliche Rezeption

### Alte Kirche
In der Alten Kirche wurde die Auferstehung Christi vor allem im Gottesdienst gefeiert, weniger theoretisch reflektiert. Aussagen der Kirchenväter zu diesem Thema haben ihren „Sitz im Leben“ meist in der liturgischen Praxis. Sie führten etwa aus, dass der Gottesdienst an jedem Sonntag stattfindet, weil Jesus an einem Sonntag von den Toten auferstanden sei. Oder sie berechneten die Fastenzeit, die mit dem Ostergottesdienst endete. Dabei setzten sie die Auferstehung Jesu Christi als selbstverständliche Tatsache und Glaubensgrundlage voraus. Weil darüber in der Alten Kirche Konsens sogar mit der Gnosis bestand, fehlte zur theologischen Reflexion nur über dieses Thema der Anlass. Stattdessen deuteten die Kirchenväter die Auferstehung Jesu Christi häufig als Auftakt der Auferstehung der Menschen zur Unvergänglichkeit (etwa im Ersten Clemensbrief 24,1), sahen ihren Sinn und ihr Ziel also in der Überwindung des Todesschicksals der Menschen durch Christus. An seiner Auferstehung erhält der Mensch nach Ignatius von Antiochien besonders durch die als „Unsterblichkeitsmedizin“ bzw. „Gegengift gegen das Sterben“ verstandene Eucharistie Anteil. Die allgemeine Auferstehung der Toten als Frucht und Folge der Auferstehung Jesu Christi bildete das zentrale, von vielen Kirchenvätern breit ausgeführte Thema der altkirchlichen Theologie.
Die Auferstehung Jesu „ist zwar ein fester Bestandteil aller Glaubensbekenntnisse, scheint aber keine nähere Erläuterung zu benötigen“: Das so genannte Apostolische Glaubensbekenntnis sagt bloß: „... am dritten Tage auferstanden von den Toten“, und das Bekenntnis von Nicäa (325) sagt, Jesus „ist am dritten Tage auferstanden nach der Schrift“. Eine spezielle Betonung zeigte die elfte Synode von Toledo (675): Sie verurteilte in einem umfangreichen Glaubensbekenntnis den Adoptianismus und verwendete die Formulierung, Christus sei „aus eigener Kraft“ von den Toten erstanden.

### Mittelalter und Reformation
In der Scholastik, für die der satisfaktorische Gehalt des Jesusgeschehens zum Leitmotiv wurde (z. B. in der Frage des Anselm von Canterbury: „Cur Deus homo“ (lat.) – „warum wurde Gott Mensch?“), lag zunächst weniger die Auferstehung als der Tod und die Zwei-Naturen-Lehre Jesu Christi im theologischen Interesse. So wurde die Auferstehung in großen theologischen Werken wie den Sentenzen des Petrus Lombardus (1158) nicht explizit thematisiert. Thomas von Aquin fügt das Thema hundert Jahre später in seinem eigenen Sentenzenkommentar ein und beschreibt in seinem Hauptwerk Summa theologiae den „Vollendungscharakter der Auferstehung für Jesus selbst“, mit der „die Auferstehung aller bereits eingeleitet“ ist, da Christus durch sie den Tod seiner Macht beraubte, die Glaubenden damit von der Furcht vor dem Tod befreite und mit Hoffnung erfüllte. In der mittelalterlichen Predigt hingegen war die Auferstehung durchaus Thema, geriet jedoch gern zu spekulativen Ausschmückungen und zerfaserte in spitzfindigen theologischen Kleinfragen. Dagegen setzte Martin Luther neu ein, indem er Kreuz und Auferstehung Jesu als Einheit versteht und in ihrer Aufeinanderbezogenheit als „Heilsereignis“ verkündet. Gemäß dem Augsburger Bekenntnis (1530) ist Jesus „am dritten Tage wahrhaftig auferstanden von den Toten“.

### Gegenwärtige kirchliche Positionen
Kardinal Joseph Ratzinger erklärte 1982, dass „alle christliche Theologie, soll sie ihrem Ursprung treu bleiben, zuinnerst und zuerst Theologie der Auferstehung sein [muss]. Sie muss Theologie der Auferstehung sein, bevor sie Theologie der Rechtfertigung des Sünders ist; sie muss Theologie der Auferstehung sein, bevor sie Theologie der metaphysischen Gottessohnschaft ist. Sie kann und darf auch Theologie des Kreuzes jeweils nur als und in Auferstehungstheologie sein.“ Der Katechismus der Katholischen Kirche (1997/2003) beschreibt die Auferstehung Jesu Christi als gleichzeitig geschichtliches und transzendentes Ereignis und als Werk der Dreieinigkeit: Sie sei durch den Willen des Vaters (Apg 2,24 ), durch die göttliche Macht Jesu Christi (Joh 10,17–18 ) und das Wirken des Heiligen Geistes (Röm 6,4 ) geschehen.
Die Evangelische Kirche in Deutschland betont die zentrale Bedeutung der Auferstehung Jesu: Sie werde im NT als historisches Ereignis und Initialzündung des Christentums beschrieben. Sie gehöre zum Kern des christlichen Glaubens für alle christlichen Gruppen. Ohne sie könne weder die Messianität Jesu noch die Heilsbedeutung seines Todes ausgesagt werden. Die Begriffe Auferstehung und Auferweckung bedeuteten in der Bibel keine Wiederbelebung, sondern eine Verwandlung in ein neues, unvergängliches Leben. Ob man diese Verwandlung für möglich halte, hänge davon ab, ob man Wirklichkeit über das empirisch Feststellbare hinaus annehme. Eine reine Wunschvorstellung könne niemanden über den Tod eines geliebten Menschen trösten. Der Osterglaube sei nicht durch das leere Grab, sondern durch Begegnungen mit dem auferstandenen Jesus entstanden. Seine Auferweckung habe sich ohne menschliche Beobachtung vollzogen. Sie werde als Wunder, als unbegreiflicher, aber dennoch zugänglicher Eingriff Gottes verkündet.

## Historisch-kritische Infragestellung

### Überblick
Mit der Neuzeit begannen auch die historisch-kritischen Untersuchungen biblischer Texte. Die um 1750 beginnende Historische Jesusforschung stellte erstmals die Tatsächlichkeit der Auferstehung Jesu in Frage. Im Protestantismus des 19. Jahrhunderts dominierten zeitweise rationalistische und psychologische Erklärungen des Osterglaubens.
Dagegen setzte die Dialektische Theologie nach 1918 das Eigenrecht der neutestamentlichen und kirchlichen Verkündigung, ohne die historischen Fragen zu beantworten. Nach 1945 dominierte zunächst die Existenztheologie Rudolf Bultmanns. Deren Positionen zur Auferstehung wurden später von progressiv-politischen Beiträgen zurückgewiesen oder relativiert.
Im katholischen Bereich dominierte traditionell eine konservative Sichtweise, welche an der Auferstehung Jesu als historisches Ereignis festhielt. Nach dem II. Vatikanum, also seit etwa 1960, konnte sich auch im katholischen Bereich ein größeres Spektrum an Meinungen entfalten. Für die erstarkende evangelikale Bewegung war die Historizität der Auferstehung Jesu stets eine feste Überzeugung.
Viele Theologen, Exegeten und Historiker führen die im NT berichteten Osterzeugnisse auf ein reales Geschehen zurück. Auf dem Weg einer historisch-kritischen Analyse kommen sie zum Ergebnis, dass die Auferstehung den getöteten Jesus betraf, und sich nicht nur in seinen Jüngern abspielte. Diese Position vertreten laut Gary Habermas etwa drei Viertel von etwa 1400 seit 1975 erschienenen Publikationen europäischer und nordamerikanischer Autoren zu diesem Thema. Das leere Grab erscheint plausibel aufgrund der Angabe, dass es von Frauen bezeugt wurde – deren Zeugnis galt damals wenig, wäre also kaum zur Bestätigung erfunden worden. Die Zeugenliste (1 Kor 15,3–8 ) sowie Aussagen zur Auferstehung Jesu in den Predigten der Apostelgeschichte erscheint vielen als glaubwürdig.

### Rationalismus
Im Zeitalter der Aufklärung diskutierten verschiedene Autoren über das leere Grab Jesu. Dieses galt als historischer Ausgangspunkt des christlichen Auferstehungsglaubens. Diesen Glauben wollte man rationalistisch erklären, also ohne mit Wundern zu rechnen. Die NT-Textaussagen wurden also nur punktuell aufgegriffen. Die frühen Christen hätten demnach das leere Grab fehlgedeutet, irrtümlich oder sogar absichtlich.
Der Frühaufklärer Johann Christian Edelmann vertrat 1746 die Ansicht eines durch ein Erdbeben verschwundenen Leichnams Jesu, wie es Mt 28,2  erwähnt. Diese Aussage der Aufersehungsberichte wurde von Edelmann also wörtlich genommen, aber manche andere Aussagen nicht.
„Leichnam gestohlen“: Hermann Samuel Reimarus hielt in seiner Betrugstheorie den in Mt 28,11–15  überlieferten Vorwurf der Jerusalemer Juden für historisch: Sagt, „seine Jünger kamen nachts und stahlen ihn, während wir schliefen.“ Erst durch den Diebstahl des Leichnams Jesu hätten seine Anhänger sich die Basis verschafft, ihn trotz ihrer Enttäuschung darüber, dass Jesus das erhoffte weltliche Messiasreich nicht brachte, als für die Sünden der Menschen gestorbenen, nun auferstandenen Erlöser in Jerusalem verkünden zu können. Johann Wolfgang von Goethe folgte dieser Betrugstheorie in einem Epigramm. Gegen die Betrugstheorie spricht jedoch u. a., dass die Jünger für eine solche Lüge wohl kaum bereit gewesen wären, ihr Leben zu riskieren bzw. zu verlieren.
„Scheintod“: Johann Friedrich Bahrdt (1779), Heinrich Eberhard Gottlob Paulus (1802), Karl Venturini (1802), Karl von Hase (1829), Friedrich Schleiermacher (1832) und andere vertraten im 19. Jahrhundert dagegen die Scheintod-Hypothese: Jesus habe die Kreuzigung überlebt, sei bei seiner Bestattung in einem Felsengrab nur scheinbar tot gewesen und später vorübergehend ins Leben zurückgekehrt. Der Journalist Franz Alt vertrat sie 1989 erneut, ebenso Autoren spekulativer Jesus-Theorien wie Holger Kersten, Elmar Gruber und andere, zuletzt Johannes Fried.
„Umbestattung“: Ein anonymer Aufsatzautor vertrat 1799 die Umbestattungsthese, die Heinrich Holtzmann 1906 und Joseph Klausner 1953 aufgriffen: Joseph von Arimathia habe Jesu Leichnam ohne Kenntnis der Jünger in ein anderes Grab verlegt, so dass Maria von Magdala zu Recht getrauert habe (Joh 20,13 ): „Sie haben den Herrn weggenommen aus dem Grab, und wir wissen nicht, wo sie ihn hingelegt haben.“ Auch hier wird eine einzelne Aussage wörtlich genommen und als Bestätigung genommen, während andere Aussagen der Auferstehungsberichte für unzutreffend gehalten werden.

### Subjektive Visionshypothese

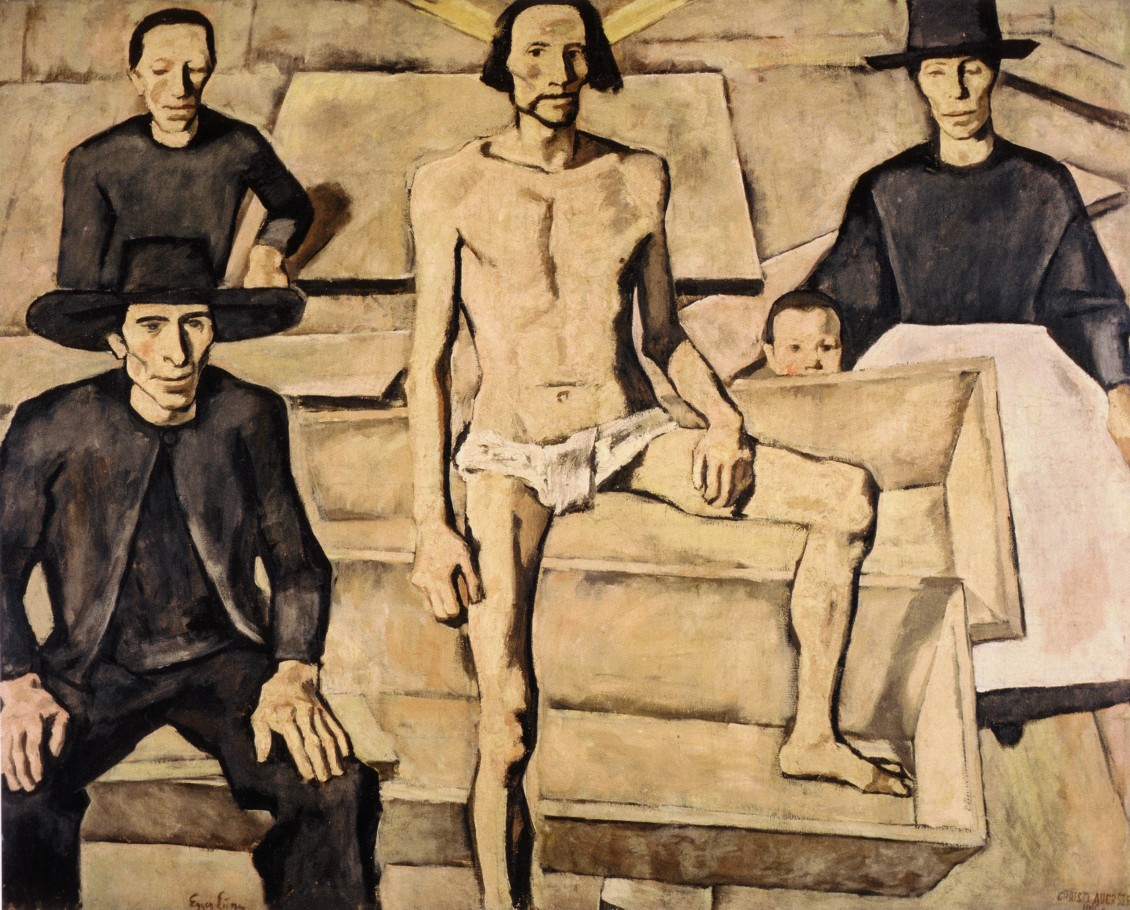
Darstellung des Auferstandenen von Albin Egger-Lienz, 1923/1924

Seit etwa 1830 verlagerte sich das Interesse der Jesusforschung vom leeren Grab auf die Erscheinungen Jesu, die weithin als innerpsychischer Vorgang ohne äußeren Anstoß gedeutet wurden. Diese „subjektive Visionshypothese“ kennzeichnete die liberale Theologie des 19. Jahrhunderts.
David Friedrich Strauß vertrat in seinem Leben Jesu (1835/36) erstmals: Jesu Erscheinungen seien visionäre innere Erlebnisse der Jünger gewesen, die sie weit entfernt und unabhängig vom leeren Grab gehabt hätten. Durch diese Visionen sei der Osterglauben entstanden. In ihnen hätten die Jünger Jesu Kreuzestod seelisch verarbeitet und das Scheitern ihres Messiasglaubens bewältigt, indem sie Jesu Tod als schriftgemäßes, von Gott gewolltes Heilsereignis nach Jes 53  und Ps 22  deuteten und ihn mit einem kreativen „frommen Enthusiasmus“ zu Gott erhöhten. Später hätten sie ihre Visionsberichte mit mythischen und apologetischen Motiven ausgestaltet, um das innerlich Erlebte als äußere Realität darzustellen: etwa dass Jesus als göttliches Wesen durch verschlossene Türen kam und ging und mit den Jüngern aß und trank. Auch die Geschichte vom leeren Grab sei eine spätere Legende, mit der die Jünger die Realität ihrer Visionen gegenüber der jüdischen Umwelt hätten bekräftigen wollen.
Carl Holsten führte diese These 1868 auch für das Bekehrungserlebnis des Paulus (Apg 9,1–22 ) aus. Er setzte einen tatsächlichen Messiasanspruch Jesu voraus, so dass sein Kreuzestod zur Glaubenskrise der Jünger geworden sei.
William Wrede dagegen führte 1901 aus, dass Jesus nicht als Messias aufgetreten, sondern erst aufgrund der Ostererscheinungen wie in Röm 1,3–4  als messianischer Sohn Gottes verehrt worden sei. Das kehrte die Betrachtung um: Nun wurde der Auferstehungsglaube nicht als Folge des vorösterlichen, sondern als Grund des nachösterlichen Messiasglaubens der Jünger erklärt. Damit war erneut offen, was den Anstoß zu beidem gab.
Gerd Lüdemann vertrat seit 1994 eine Variante der subjektiven Visionshypothese: Die Geschichte vom leeren Grab sei eine späte apologetische Legende. Nur Petrus und Paulus sei Jesus ursprünglich „erschienen“: Dabei handele es sich um einen nicht von außen bewirkten, innerseelischen (psychogenen) Vorgang. Jesu plötzlicher Tod habe den Trauerprozess bei Petrus blockiert. Um seine Schuldgefühle gegenüber dem von ihm verratenen Toten zu bewältigen, sei seine Vision entstanden. Der Verfolger Paulus sei durch Jesus unbewusst fasziniert gewesen, dies sei irgendwann in ihm durchgeschlagen. Alle übrigen Jüngervisionen seien abhängig von den zuerst überlieferten beiden Visionen entstanden und wie etwa die Vision der 500 (1 Kor 15,6 ) nur durch Massensuggestion erklärbar.

### Rekonstruktionsversuche des Ereignisverlaufs
Der Kirchenhistoriker Hans Freiherr von Campenhausen versuchte 1952, den Ablauf der Osterereignisse zu rekonstruieren. Einige Erscheinungen Jesu in Galiläa und die Grabentdeckung in Jerusalem seien im NT glaubwürdig bezeugt; zu klären sei ihre Abfolge. Obwohl Mk 16,1–8  unglaubwürdige und legendarische Züge enthalte, hätten einige Frauen Jesu Grab wahrscheinlich tatsächlich am zweiten Tag nach Jesu Tod leer gefunden: Denn 1 Kor 15,4  erwähne den „dritten Tag“, der sich nicht auf Jesuserscheinungen in Galiläa beziehen könne, das die Jünger nicht in zwei Tagen hätten erreichen können. Da sie kaum am Hauptfesttag des Pessach oder am folgenden Sabbat nach Galiläa geflohen wären, hätte die Nachricht der Frauen die Jünger in Jerusalem auch erreicht. Deren in Mk 16,8  behauptetes Stillschweigen sei unwahrscheinlich und könne allenfalls befristet gemeint gewesen sein; darum hätten es die späteren Evangelisten korrigiert. Petrus habe folglich im Sinne der Engelsbotschaft, die seine Überlegungen spiegele, mit Jesu baldigem Erscheinen in ihrer Heimat Galiläa gerechnet. Er habe die übrigen Jünger überzeugt, den Heimweg anzutreten, wo ihnen Jesus tatsächlich erschienen sei. Campenhausen nahm also die historische Priorität der Nachricht vom leeren Grab an, deutete sie als Anlass eines geordneten Rückzugs der Jesusjünger und hielt darum auch die Petrus- und Jüngervisionen in Galiläa für historisch glaubwürdig.
Hans Graß vertrat den umgekehrten Ablauf: Nur die unerwarteten Erscheinungen Jesu könnten den Osterglauben und die Gründung der Urgemeinde erklären. Die Geschichte von der Grabfindung sei eine spätere apologetische Legende, die Jesu Auferstehung nach dem Ende der Jesuserscheinungen gegenüber Jerusalemer Adressaten bestätigen sollte. Sie sei auf den Tag nach dem Sabbat datiert worden, weil die aus dem Schriftbeweis gewachsene Überzeugung, Jesus sei am „dritten Tag“ auferstanden, schon festgelegt gewesen sei. Jesus sei wahrscheinlich als Verbrecher mit den anderen hingerichteten Zeloten an unbekanntem Ort verscharrt worden.

### Verhältnis zur jüdischen Auferstehungshoffnung
Ein Teil der Juden glaubte zur Zeit Jesu an eine leibhafte Auferweckung der Gerechten oder aller Toten zum Endgericht Gottes. Diese Hoffnung war seit etwa 250 Jahren Bestandteil der biblisch-apokalyptischen Endzeiterwartung. Das NT zeigt, dass etwa die Sadduzäer diesen Glauben ablehnten (Mk 12,18–27 ), während die Pharisäer ihn ebenso wie Jesus und die Urchristen vertraten (Apg 23,6 ).
Ulrich Wilckens zufolge deuteten die Urchristen Jesu Erscheinungen in diesem vorgegebenen Erwartungshorizont als Auferweckung und damit als Grund, Beginn und Verheißung der erhofften Endzeitereignisse. Völlig neu und aus der jüdischen Apokalyptik nicht ableitbar sei jedoch ihr Glaube gewesen, dass Gott einen Einzelnen, noch dazu einen Gekreuzigten, schon vor der allgemeinen Auferstehung auferweckt habe. Diese Vorwegnahme (Prolepse) der Auferstehung an einer Person sei singulär im Judentum; sie habe für die Urchristen die Wahrheit und das Recht der Botschaft Jesu vom nahen Reich Gottes endgültig bestätigt. Ähnlich führte Bertold Klappert aus: Paulus habe Jesu Auferstehung zwar als Ereignis der Vergangenheit, aber nicht als isoliertes vergangenes, sondern unabgeschlossenes, die Zukunft aller Toten einschließendes und nach sich ziehendes Ereignis verstanden.
Klaus Berger versuchte, diese Deutung der Seherlebnisse der Jünger als historisch möglich zu erweisen: Damalige Juden hätten durchaus an eine Auferweckung Einzelner vor dem Weltende und der allgemeinen Totenauferstehung glauben können. So sei Jesus nach Mk 6,14  schon vor seinem Tod für den „wiedergeborenen“ Johannes den Täufer gehalten worden; auch Offb 11,11–12  rede von der Auferweckung einzelner Zeugen.
Der jüdische Theologe Pinchas Lapide hielt die leibliche Auferweckung Jesu für den entscheidenden Faktor des urchristlichen Glaubens im NT: Ohne diesen hätten die Urchristen Jesu Kreuzestod nicht als sühnendes Heilsereignis deuten können, und das Christentum hätte kaum länger als bis 100 n. Chr. bestanden. Deshalb lehnte Lapide existenziale Auferstehungsdeutungen deutscher Theologen wie Rudolf Bultmann, Herbert Braun und Karl Rahner ab. Zugleich betrachtete er Jesu Auferweckung nicht als Begründung seiner Messianität, hielt also am jüdischen Glauben fest, dass mit dem Erscheinen des Messias die Erlösung der Welt untrennbar verbunden sei.
Nicholas Thomas Wright untersuchte zuerst das Verständnis der Begriffe Tod und Auferstehung in der Antike, dann im Judentum des zweiten Tempels, dann in den urchristlichen Berichten der Evangelien und außerkanonischen Texten. Er führt die Auferstehungsberichte von Matthäus, Lukas und Johannes auf eine gemeinsame, sehr frühe mündliche Überlieferung verschiedener Personen zurück. Diese mündliche Auferstehungstradition hält er besonders wegen der Erwähnung von Frauen für älter als die Zeugenliste von 1 Kor 15,3–8 . Weil Berichte über Erscheinungen von Toten in der Antike nicht ungewöhnlich waren, könnten solche Erlebnisse der Jesusanhänger ihren Auferstehungsglauben nicht ausreichend erklären. Nur in Kombination mit den Berichten vom leeren Grab habe ihr Auferstehungsglaube entstehen können. Nur Jesu tatsächliche Auferstehung könne beide Traditionen erklären, da alle übrigen Hypothesen dafür versagten: etwa die von Leon Festinger und Edward Schillebeeckx.

## Systematisch-theologische Positionen

### Haupttypen
Nach Hans-Georg Geyer hat die Frage nach der Grundbedeutung der Auferstehung Jesu Vorrang vor der Frage nach ihrer Faktizität: Erst nachdem ihr ursprünglicher Sinn im NT geklärt ist, könne überlegt werden, ob sie tatsächlich geschehen sei. Geyer unterschied drei Haupttypen dieser Inhaltsbestimmung: Jesu Auferstehung beziehe sich auf
1. ... seinen Tod am Kreuz als dem zentralen Heilsereignis zurück (Rudolf Bultmann, Karl Barth),
2. ... die Verkündigung des historischen Jesus in seinen Worten und Taten zurück und bedeutet deren bleibende Relevanz (Willi Marxsen, Gerhard Ebeling),
3. ... die Erwartung der allgemeinen Totenauferstehung und des Endgerichts in der jüdischen Apokalyptik zurück und lässt ihre Besonderheit nur in diesem Rahmen erkennen (Ulrich Wilckens, Wolfhart Pannenberg).
Demgemäß wird der NT-Satz „Jesus ist von den Toten auferweckt worden“, der formal eine „perfektische Realität“ aussagt, verschieden verstanden: Für Karl Barth weist der Satz auf eine analogielose neue exklusive Tat Gottes hin, die nicht historisch aufweisbar, aber gleichwohl höchst real ist. 
Die übrigen genannten Theologen sind der Ansicht, dass dieser Satz einer historischen Überprüfung zu unterziehen sei. Bultmann hielt die Auferstehung für historisch unmöglich und betrachtete den Satz als Reflexion von Urchristen.
Andere halten Jesu Auferweckung für historisch möglich und verstehen sie aus dem apokalyptischen Erwartungshorizont der ersten Jesusanhänger heraus. Pannenberg fasst Jesu Auferstehung als rückwirkende Legitimation von Jesu Verkündigung auf, die deren Widerlegung am Kreuz aufgehoben habe.

### Rudolf Bultmann
Rudolf Bultmann unternahm in seinem Aufsatz Neues Testament und Mythologie (1941) eine „Entmythologisierung“ des NT: Die mythischen Motive der urchristlichen Botschaft seien an ein vergangenes Weltbild gekoppelt, das die moderne Naturwissenschaft unwiderruflich überholt habe. Die Theologie könne dieses Weltbild nicht erneuern und dem modernen Menschen keine Aufgabe seines Verstandes (sacrificium intellectus) zumuten. Sondern sie müsse den eigentlichen Anstoß der urchristlichen Botschaft aufdecken: den Aufruf an den Einzelnen zum „Glauben“, nämlich zu einem radikal neuen Verständnis seiner Existenz im Vertrauen auf eine unverfügbare, der Vergänglichkeit nicht unterworfene, Wirklichkeit der Liebe und Gnade. Das NT selbst fordere diese existentiale Interpretation, weil es den Menschen vor die Entscheidung zwischen „Fleisch“ (einem dem Sichtbaren, Vergänglichen, Materiellen, Verfügbaren unterworfenen Leben) und „Geist“ (der Aufgabe aller Sicherheit, einem sich aus der unverfügbaren Zukunft verstehenden, innerlich freien Leben) stelle.
Zu den überholten mythischen Motiven des NT zählte Bultmann Präexistenz, Menschwerdung, stellvertretendes Leiden, leibliche Auferstehung und Himmelfahrt Jesu Christi. Dieser blieb jedoch für ihn das unüberholbare Heilsgeschehen: Indem er Gottes unverfügbare Liebe offenbare, rufe er den Menschen aus seinem alten in das neue Leben und ermögliche so seine Entscheidung für das neue Existenzverständnis. Jesu historische Kreuzigung werde im NT zum kosmischen Gericht über alle gottfeindlichen Mächte überhöht. Dieses mythische Motiv drücke aber nur seine aktuelle Bedeutung für jeden Menschen aus: Jesu Kreuz sei nicht vergangen, sondern beinhalte endgültiges zeitübergreifendes Heil, an dem der Einzelne durch die Sakramente und die Preisgabe aller vergänglichen Leidenschaften Anteil erhalten könne. Nur in diesem aktuellen, die eigene Existenz ergreifenden Sinn, nicht historisch sei Jesus „für uns“ gestorben. Diese Heilsbedeutung sei dem historischen Kreuz nicht anzusehen. Eben deshalb werde der gekreuzigte Jesus im NT zugleich als der Auferstandene verkündigt.
Seine Auferstehung sei kein historisches Ereignis, sondern mythischer „Ausdruck der Bedeutsamkeit des Kreuzes“ Jesu als Gottes befreiendes Gericht über die Welt, das die Todesmacht überwinde. Sie bilde also mit diesem Tod eine untrennbare Einheit. Da dieser Tod schon echtes, eigentliches, freies Leben ermögliche, könne sie nicht als bloßes „beglaubigendes Mirakel“ aufgefasst werden. Die Rückkehr eines Toten in die unverwandelte Welt lasse sich nicht als objektives Faktum sichern, sei als mythisches Ereignis unglaubhaft, damals nicht einmal ungewöhnlich, und zeige die Überwindung der Todesmacht nicht. Darum verwarf Bultmann die NT-Texte vom leeren Grab, Zeugenliste (1 Kor 15,5–8 ) und leibhafte Demonstrationen (Lk 24,39–43 ) als apologetische Legenden. Jesu Auferstehung könne wie die Heilsbedeutung seines Kreuzes nicht gesichert, nur geglaubt werden: „Der Auferstehungsglaube ist nichts anderes als der Glaube an das Kreuz als Heilsereignis, an das Kreuz als Kreuz Christi.“ Historisch fassbar sei nur der Osterglaube der ersten Jünger. Aber dieser könne den Auferstehungsglauben heute ebenfalls nicht begründen. Nur weil Jesu Kreuz und Auferstehung miteinander als Gottes Wort verkündigt und zu glauben befohlen werden, eröffneten sie dem Hörer die Entscheidung für ein neues Selbstverständnis. Somit gehöre diese Verkündigung selbst zum eschatologischen Heilsgeschehen. Daher sei die historische Frage nach der Entstehung der Ostertexte für den Glauben belanglos.
Dieser Aufsatz bestimmte seit 1945 jahrzehntelang die theologisch-historische Debatte. In deren Verlauf bekräftigte Bultmann gegen seine Kritiker: Christus sei „ins Kerygma auferstanden“. Er sei darin präsent, weil seine eigene Botschaft darin weitergegeben werde. Die im mündlichen Wort der kirchlichen Predigt verkündete Auferstehungsbotschaft stelle den Hörer vor eine aktuelle, endgültige Entscheidung über sein Selbstverständnis. Nicht, wer Jesus sein wollte und was er tatsächlich gesagt und getan habe, sei für den Glauben noch wichtig, sondern dass er gekommen sei.

### Willi Marxsen und Herbert Braun
Bultmanns Ansatz wurde von seinen Schülern differenziert fortgeführt. Willi Marxsen betonte: Kein Urchrist behaupte, Jesu Auferstehung selbst real gesehen oder erlebt zu haben; diese werde nirgends beschrieben. Auch 1 Kor 15,1–8  liste nicht Zeugen des Auferstehungsvorgangs, sondern von Erscheinungen Jesu nach seinem Tod auf. Diese setzten zwar irgendein Geschehen an dem Toten voraus, ließen dieses aber im Dunkeln. Die Meinung der Urchristen, Jesus sei „auferstanden“, sei bereits eine nachträgliche Deutung ihrer Seherlebnisse mit den damaligen Vorstellungen der jüdischen Apokalyptik. Diese seien gegenwärtig nicht mehr nachvollziehbar. Zugleich hätten die Urchristen Jesu Erscheinungen als Sendung zum Weiterverkündigen seiner Botschaft gedeutet. Dies sei der auch heute noch nachvollziehbare Kern ihrer Botschaft: „Die Sache Jesu geht weiter.“ Man könne daher nicht von Jesu „Auferstehung“ ins Kerygma, wohl aber von seiner lebendigen Präsenz im Kerygma seiner Zeugen reden. 1968 relativierte Marxsen auch die Seherlebnisse der Urchristen und mutmaßte: es seien bildhafte Ausdrücke für ihr Zum-Glauben-Kommen, die diese innere Einsicht als äußeres Geschehen veranschaulichen sollten.
Herbert Braun deutete den urchristlichen Auferstehungsglauben als „umweltbedingte Ausdrucksform für die Autorität, die Jesus über jene Menschen gewonnen hat.“ Eine Auferstehung werde in der Antike oft von Naturgottheiten, Heroen, großen Philosophen und bedeutenden Herrschern berichtet. Diese Ausdrucksform sei heute nicht mehr als verbindlich anzusehen, aber die damit gemeinte Autorität Jesu könne dennoch verbindlich werden.

### Karl Barth
Der reformierte Theologe Karl Barth entfaltete in seinem Hauptwerk Kirchliche Dogmatik im Kapitel „Der Gehorsam des Sohnes Gottes“ sein Verständnis der Auferstehung Jesu: Sie sei eine alleinige Tat Gottes ohne jede menschliche Mitwirkung, nur der Schöpfung vergleichbar. Sie sei eine neue, vollkommen unerwartete und gegenüber dem Kreuzestod selbständige Tat Gottes, die streng auf diesen bezogen ist: Sie decke nicht nur die Bedeutung des Kreuzes als Heilsereignis auf, die darin bestehe, dass der Sohn Gottes das Endgericht an unserer Stelle übernommen und unsere Schuld getragen habe. Vielmehr setze die Auferstehung Jesu als neue, nicht aus dem Kreuz ableitbare, nicht erwartbare Tat die Versöhnung Gottes mit der Welt überhaupt erst in Kraft. Sie sei ebenso wie der Kreuzestod Jesu wirklich in Raum und Zeit geschehen, aber anders als alle sonstigen Ereignisse um Jesus ohne jede menschliche Beteiligung. Deshalb sei sie mit den Mitteln der historischen Forschung prinzipiell nicht fassbar, also keiner Überprüfung und Wahrscheinlichkeitsanalyse zugänglich. Die Erkenntnis, dass Jesus wahrhaftig und wirklich auferstanden sei, sei Menschen unmöglich und nur durch Gottes eigene Offenbarung im Glauben annehmbar; nur der Auferstandene selbst konnte sich seinen Jüngern zu erkennen geben. 
Weil nur Gott allein Jesus habe auferwecken können, könne nur Gott allein diese Tat verifizieren und Glauben daran wecken.
Barth widersprach Bultmanns Festlegung darauf, das moderne naturwissenschaftliche Weltbild zur Vorbedingung für theologische Aussagen zu machen; Bultmann wollte alles, was sich nicht historisch nachweisen lässt, dem Bereich der Mythologie zuweisen und die Auferstehung nur als subjektive Deutung des Kreuzestodes Jesu auffassen. 
Die Dialektische Theologie, deren Wortführer Barth war, anerkannte die Wichtigkeit der Auferstehung Jesu. Aber, so wandte Leo Scheffczyk ein, „diese Anerkennung gilt ... nicht mehr dem geschichtlichen Ereignis als solchem, sondern mehr dem Wort und der Botschaft von ihm“. Es kam also zu einer „Gewichtsverlagerung vom ‚äußeren Faktum‘ auf das ‚innere Wort‘“. Diese „Akzentverschiebung“ lasse sich auch daran erkennen, dass Barth oder Friedrich Gogarten auf eine Auseinandersetzung, auf historischer Ebene, mit den Einwänden gegen die Historizität der Auferstehung Jesu verzichteten.
In seiner Versöhnungslehre führte Barth 1953 aus: Weil die Auferstehung Jesu Christi Gottes endgültige Versöhnung mit der Welt im Kreuzestod Jesu in Kraft setze und aufdecke, decke sie zugleich auch das Wesen der menschlichen Sünde auf: Gott aus dieser Welt zu verdrängen, Gott zu vernichten, sich selbst an Gottes Stelle zu setzen und sich das Amt des Richters über Leben und Tod anzumaßen. Indem Gott in Jesus Christus das Endgericht, die Vernichtung des ewigen Todes, auf sich genommen und in der Auferweckung Jesu als endgültig überwunden aufgedeckt habe, habe er den Menschen aus diesem totalen Richteramt zur Versöhnung mit dem Mitmenschen befreit.

### Wolfhart Pannenberg
Der Lutheraner Wolfhart Pannenberg betonte schon 1959 gegen die Bultmannschule: Die historische Wissenschaft sei der einzige Weg, Gewissheit über Grundaussagen des christlichen Glaubens zu erlangen. Dies sei theologisch darin begründet, dass Gott sich in der Geschichte und als menschliche Geschichte indirekt zu erkennen gebe.
1964 führte er aus: „Auferstehung“ sei eine Metapher, die ein empirisch nicht wahrnehmbares Geschehen nach der Analogie des Aufstehens vom Schlaf darstelle. Der Begriff meine im Judentum anders als in dessen antiker Umwelt keine Wiederbelebung eines Sterblichen, sondern ein neues, endgültiges, der Sterblichkeit nicht mehr unterworfenes Dasein, das nicht wie ein physikalischer Vorgang erfassbar sei. Er sei nur im Rahmen der jüdischen Apokalyptik zu verstehen: Diese erwarte zusammen mit der allgemeinen Totenauferstehung das Ende der menschlichen Geschichte, das deren verborgenen Sinn allererst aufdecken werde. Ohne diesen Erwartungshorizont sei nicht zu begründen, dass Jesus die endgültige Offenbarung Gottes sei. Nur in diesem Rahmen lasse sich die analogielose Auferstehung eines Einzelnen, Jesus, als Vorwegnahme (Prolepse) des erwarteten Endes der Geschichte und somit als Aufdeckung ihres Sinns verstehen: „Wenn Jesus auferweckt ist, dann ist das Ende der Welt angebrochen.“ Die Urchristen hätten Jesu Auferstehung darum zu Recht als Beginn der allgemeinen Totenauferstehung verstanden.
In einem weiteren Schritt versuchte Pannenberg die Auferstehung Jesu als historisches Ereignis zu erweisen: Die ältesten Berichte von Erscheinungen Jesu (1 Kor 15,3–8 ) und der Auffindung seines leeren Grabes Mk 16,1–8  seien im NT erkennbar ursprünglich getrennt überliefert worden und etwa gleichzeitig entstanden. Mindestens die Erscheinungen Jesu vor Petrus, Jakobus und Paulus seien glaubwürdig, weil sie in 1 Kor 15  als feste Formeln in den ersten fünf Jahren nach Jesu Tod fixiert und höchstens drei Jahre später von Paulus bei seinem ersten Jerusalembesuch, bei dem er Petrus und Jakobus traf, übernommen worden seien. Deshalb seien religionsgeschichtliche Einflüsse auf diese jüdischen Zeugen unwahrscheinlich; sie hätten eigene, wirkliche Erfahrungen überliefert. In ihren Erscheinungen hätten sie den Menschen Jesus von Nazaret in völlig andersartiger Gestalt wiedererkannt. Diese Erfahrung hätten sie von ihren Glaubensvoraussetzungen aus nur als seine Auferweckung oder Auferstehung deuten können. Ihre Erfahrungen hätten den Charakter einmaliger, unwiederholbarer und von Begleitern und Unbeteiligten nicht einsehbarer Visionen gehabt.
Gegen die Vertreter der subjektiven Visionshypothese betonte Pannenberg jedoch: Da die einzelnen Visionen räumlich und zeitlich weit auseinander lagen, seien sie nicht psychogen und subjektiv aus besonderer Veranlagung, Erregungszuständen oder schon vorhandenem Osterglauben erklärbar. Vielmehr sei dieser Osterglaube nur als Reaktion auf das in den Visionen Erfahrene verstehbar. Da nur reale Jesuserscheinungen die Entstehung des Urchristentums erklären könnten, müsse man Jesu Auferstehung als historisches Ereignis betrachten, auch wenn dieses nicht allgemein wahrnehmbar und nur in symbolischer Sprache aussagbar sei.
Dies gelte unabhängig von der Beurteilung der Grabauffindungstradition. Weil das leere Grab für Paulus und seine Adressaten unwichtig gewesen sei, habe er es in seinen Briefen nicht erwähnt. Dagegen habe die Urgemeinde die leibliche Auferstehung Jesu in Jerusalem nur verkündigen können, wenn sie auf sein nachprüfbar leeres Grab verweisen konnte. Das bestätige die im NT überlieferte frühe jüdische Polemik gegen die Urchristen, die das leere Grab nicht bestreite, sondern es nur anders erkläre. Dieses Argument gelte trotz legendarischer Züge von Mk 16,1–8 . Der Kern dieses Textes sei historisch, weil der Name des Grabbesitzers Josef von Arimathia nicht erfunden worden sein könne und die Grablegung Jesu schon Bestandteil des vormarkinischen Passionsberichts gewesen sei.
Jedoch sei von Campenhausens These unwahrscheinlich, dass Jesu männliche Jünger vor ihrer Rückkehr nach Galiläa vom leeren Grab gehört hatten, weil sie dann in Jerusalem geblieben wären und dort das Weltende erwartet hätten. Sie seien aufgrund der ersten Jesuserscheinungen nach Jerusalem zurückgekehrt und hätten dort vom leeren Grab erfahren, das die Frauen inzwischen gefunden hätten. So habe es ihre vorherige Jesusbegegnung bestätigt. Die unabhängige Entstehung von Erscheinungs- und Grabüberlieferung, die sich nachträglich ergänzten, mache Jesu Auferstehung als historisches Ereignis sehr wahrscheinlich.

## Soziologische Untersuchungen
Soziologische Studien haben immer wieder untersucht, ob Christen an die Auferstehung Jesu glauben. 
2015 kam eine Studie von Emnid im Auftrag des evangelischen Magazins Chrismon zu dem Ergebnis, dass nur 36 % der Christen an Jesus Auferstehung glauben. 2019 glaubten laut einer Umfrage des Meinungsforschungsinstitutes INSA im Auftrag der evangelischen Nachrichtenagentur idea 28 % der römisch-katholischen Christen an die Auferstehung Jesu und 23 % der evangelisch-landeskirchlichen Christen an diese. Eine Spiegel-Umfrage, ebenfalls aus dem Jahr 2019, setzt diesen Wert höher an. Laut dieser glauben 58 % der Protestanten und 61 % der Katholiken an die in der Bibel berichtete Auferstehung.
2017 zeigte eine Studie, dass etwa ein Viertel der Christen in Großbritannien nicht an die Auferstehung Jesu glauben. Darüber hinaus stellen sich über 40 % derjenigen, die an die Auferstehung Jesu glauben, diese anders vor, als sie in der Bibel beschrieben wird.
2022 fragte eine Studie Amerikaner, ob sie der Aussage zustimmen "Biblische Darstellungen der physischen (körperlichen) Auferstehung Jesus sind völlig korrekt. Dieses Ereignis gab es wirklich." Positiv antworteten 47 % mit "Stimme sehr zu" und 19 % mit "Stimme etwas zu". Abgelehnt wurde die Aussage von 23 %.

## Kunst
- Auferstehung Christi (Bellini)
- Auferstehung Christi (Raffael)
- Der auferstandene Christus (Michelangelo)
- Der auferstandene Christus (Tlalnepantla)

## Einzelbelege
1. ↑  Röm 10,9 EU
2. ↑  Jacob Thiessen: Die Auferstehung Jesu in der Kontroverse: Hermeneutisch-exegetische und theologische Überlegungen. 2009, S. 11, Fn. 2.
3. ↑  Martin Karrer: Jesus Christus im Neuen Testament. Göttingen 1998, S. 25 f.
4. ↑  Friedrich Rehkopf: Griechisch-deutsches Wörterbuch zum Neuen Testament. Vandenhoeck & Ruprecht, Göttingen 1992, ISBN 3-525-50118-8, S. 36.
5. ↑  Friedrich Rehkopf: Griechisch-deutsches Wörterbuch zum Neuen Testament. Göttingen 1992, S. 11.
6. ↑  Jacob Kremer: Auferstehung I. Im Neuen Testament. In: Walter Kasper (Hrsg.): Lexikon für Theologie und Kirche. 3. Auflage. Band 1. Herder, Freiburg im Breisgau 1993, Sp. 1178.
7. ↑  Martin Karrer: Jesus Christus im Neuen Testament. Göttingen 1998, S. 24ff.; zur unklaren Traditionsgeschichte Gerd Theißen, Annette Merz: Der historische Jesus. Ein Lehrbuch. Göttingen 32001, S. 422.
8. ↑  Jacob Kremer: Auferstanden – auferweckt, Biblische Zeitschrift N.F. 23, 1979, S. 97 f.
9. ↑  Otfried Hofius: Paulusstudien, Band 2, Mohr Siebeck, Tübingen 2002, S. 202 ff.
10. ↑  Martin Karrer: Jesus Christus im Neuen Testament. Göttingen 1998, S. 28–31.
11. ↑  Hans Kessler: Sucht den Lebenden nicht bei den Toten. Die Auferstehung Jesu Christi in biblischer, fundamentaltheologischer und systematischer Sicht. Erweiterte Neuausgabe, Würzburg 2002, S. 110–115; ähnlich Martin Karrer: Jesus Christus im Neuen Testament, Göttingen 1988, S. 26f.
12. ↑  Jürgen Roloff: Neues Testament. 6. Auflage, Neukirchener Verlag, Neukirchen-Vluyn 1999, ISBN 3-7887-0516-7, S. 254.
13. ↑  Die aktivische Übersetzung von ἐγήγερται („Er ist am dritten Tage auferstanden“) vertreten Jacob Kremer, Otfried Hofius und andere, siehe Otfried Hofius: Paulusstudien, Band 2, Mohr Siebeck, Tübingen 2002, S. 203.
14. ↑  Wolfgang Schrage: Der erste Brief an die Korinther (1 Kor 15,1 – 16,24): Evangelisch-katholischer Kommentar zum Neuen Testament Band 7/4. Neukirchener Verlag, Neukirchen-Vluyn 2001, ISBN 3-7887-1822-6, S. 18; Jacob Thiessen: Die Auferstehung Jesu in der Kontroverse, 2009, S. 89.
15. ↑  Bertold Klappert: Zur Frage des semitischen oder griechischen Urtextes von IKor XV, 3—5, NTSt 13, 1966/67, S. 168–173.
16. ↑  Ulrich Wilckens: Auferstehung. Das biblische Auferstehungszeugnis historisch untersucht und erklärt. 3. Auflage, Gütersloher Verlagshaus, Gütersloh 1981, ISBN 3-579-03880-X, S. 48.
17. ↑  Herbert Stettberger: Was die Bibel mir erzählt: Aktuelle exegetische und religionsdidaktische Streiflichter auf ausgewählte Bibeltexte. Festschrift für Prof. Dr. Franz Laub. LIT Verlag, 2005, ISBN 3-8258-8694-8, S. 178.
18. ↑  Klaus Seybold: Der Traum in der Bibel. In: Klaus Seybold: Unterwegs zum Alten Testament: Exkursionen in die biblische Welt. Lit Verlag, 2010, ISBN 3-643-80042-8, S. 88 und S. 94, Fn. 9.
19. ↑  August Strobel: Kerygma und Apokalyptik. Ein religionsgeschichtlicher und theologischer Beitrag zur Christusfrage. Vandenhoeck & Ruprecht, Göttingen 1967, ISBN 3-525-53540-6, S. 182f.
20. ↑  Klaus Wengst: „Freut euch, ihr Völker, mit Gottes Volk!“: Israel und die Völker als Thema des Paulus – ein Gang durch den Römerbrief. Kohlhammer, Stuttgart 2008, ISBN 3-17-019704-5, S. 94.
21. ↑  Martin Hengel, Anna Maria Schwemer: Jesus und das Judentum. Mohr Siebeck, Tübingen 2007, ISBN 3-16-149359-1, S. 636.
22. ↑  Hubert Frankemölle: Das jüdische Neue Testament und der christliche Glaube: Grundlagenwissen für den jüdisch-christlichen Dialog. Kohlhammer, Stuttgart 2009, ISBN 3-17-020870-5, S. 151.
23. ↑  Ernst Fuchs: Gesammelte Aufsätze. Band 2: Zur Frage nach dem historischen Jesus. Mohr Siebeck, Tübingen 1965, ISBN 3-16-107212-X, S. 25.
24. ↑  Martin Hengel, Anna Maria Schwemer: Jesus und das Judentum. Tübingen 2007, S. 634.
25. ↑  Andreas Lindemann: Paulus, Apostel und Lehrer der Kirche: Studien zu Paulus und zum frühen Paulusverständnis. Mohr Siebeck, Tübingen 1999, ISBN 3-16-147189-X, S. 4.
26. ↑  Moises Mayordomo: Argumentiert Paulus logisch?: Eine Analyse vor dem Hintergrund antiker Logik. Mohr Siebeck, Tübingen 2005, ISBN 3-16-148793-1, S. 100.
27. ↑  Gerd Theißen, Annette Merz: Der historische Jesus, S. 524f.
28. ↑  Martin Karrer: Jesus Christus im Neuen Testament. Göttingen 1998, S. 44.
29. ↑  Eduard Schweizer: Das Neue Testament Deutsch (NTD), Band 1: Das Evangelium nach Markus. Vandenhoeck & Ruprecht, Göttingen 1998, S. 204; James D. G. Dunn: The Evidence for Jesus. Westminster Press, 1986, ISBN 0-664-24698-2, S. 66.
30. ↑  Bart Ehrman: How Jesus Became God: The Exaltation of a Jewish Preacher from Galilee. HarperOne, 2014, ISBN 0-06-177818-4, S. 17–19
31. ↑  Gerd Theißen, Annette Merz: Der historische Jesus. Göttingen 2011, S. 436.
32. ↑  Ernst Haenchen: Der Weg Jesu. Eine Erklärung des Markus-Evangeliums und der kanonischen Parallelen. Walter de Gruyter, Berlin 1968, ISBN 3-11-088190-X, S. 548.
33. ↑  Eve M. Becker: Das Markus-Evangelium im Rahmen antiker Historiographie. Mohr Siebeck, Tübingen 2006, ISBN 978-3-16-148913-6, S. 250.
34. ↑  Martin Hengel: Jesus und die Evangelien. Mohr Siebeck, Tübingen 2007, ISBN 978-3-16-149327-0, S. 36–38.
35. ↑  Peter Stuhlmacher: Theologie des Neuen Testaments I, 2. Auflage 1997, S. 176 f.
Ludger Schenke: Auferstehungsverkündigung und leeres Grab, Stuttgart 1969, S. 99 f.
36. ↑  Ulrich Wilckens: Auferstehung. 3. Auflage, Gütersloh 1981, S. 18–30.
37. ↑  Jürgen Becker: Die Auferstehung Jesu Christi nach dem Neuen Testament. Tübingen 2007, S. 261 f.
38. ↑  Bart Ehrman: How Jesus Became God, 2014, S. 20f.
39. ↑  Bertold Klappert (Hrsg.): Diskussion um Kreuz und Aufstehung. Auseinandersetzung in Theologie und Gemeinde. Wuppertal 1967, S. 40 ff.
40. ↑  Bertold Klappert (Hrsg.): Diskussion um Kreuz und Aufstehung. Auseinandersetzung in Theologie und Gemeinde. Wuppertal 1967, S. 43, Anm. 124.
41. ↑  Reinhard Staats: Auferstehung II/2. Alte Kirche. In: Theologische Realenzyklopädie (TRE). Band 4, de Gruyter, Berlin / New York 1979, ISBN 3-11-007714-0, S. 514–529. Hans Kessler: Auferstehung Christi II. Theologiegeschichtlich. In: Walter Kasper (Hrsg.): Lexikon für Theologie und Kirche. 3. Auflage. Band 1. Herder, Freiburg im Breisgau 1993, Sp. 1182–1185. Zur Bedeutung der Eucharistie nach dem Epheserbrief des Ignatius vgl. H. Graß: Abendmahl II. Dogmengeschichtlich. In: Religion in Geschichte und Gegenwart (RGG). 3. Auflage. Band 1, Mohr-Siebeck, Tübingen 1957, Sp. 22. Karlmann Beyschlag: Grundriss der Dogmengeschichte Band I, Darmstadt 1988, S. 99 und 101.
42. ↑  Franz Graf-Stuhlhofer: Die Auferstehung Jesu Christi als umkämpftes Thema, in: Christian Herrmann, Rolf Hille (Hrsg.): Verantwortlich glauben. Ein Themenbuch zur christlichen Apologetik. VTR, Nürnberg 2016, S. 250–267, dort 251.
43. ↑  Heinrich Denzinger: Kompendium der Glaubensbekenntnisse und kirchlichen Lehrentscheidungen. Enchiridion symbolorum definitionum et declarationum de rebus fidei et morum. Herausgegeben von Peter Hünermann, 44. Auflage, Freiburg 2014, S. 232.
44. ↑  Hans Kessler: Auferstehung Christi II. Theologiegeschichtlich. In: Walter Kasper (Hrsg.): Lexikon für Theologie und Kirche. 3. Auflage. Band 1. Herder, Freiburg im Breisgau 1993, Sp. 1183–1184.
45. ↑  Hans Kessler: Auferstehung Christi II. Theologiegeschichtlich. In: Walter Kasper (Hrsg.): Lexikon für Theologie und Kirche. 3. Auflage. Band 1. Herder, Freiburg im Breisgau 1993, Sp. 1185. Friedrich Wintzer: Auferstehung III. Praktisch-theologisch. In: Theologische Realenzyklopädie (TRE). Band 4, de Gruyter, Berlin / New York 1979, ISBN 3-11-007714-0, S. 529–530.
46. ↑  Friedrich Wintzer: Auferstehung III. Praktisch-theologisch. In: Theologische Realenzyklopädie (TRE). Band 4, de Gruyter, Berlin / New York 1979, ISBN 3-11-007714-0, S. 529–530.
47. ↑  Joseph Ratzinger: Theologische Prinzipienlehre. München 1982, S. 193f. In: Sekretariat der Deutschen Bischofskonferenz (Hrsg.): Der Glaube der Kirche. Ein theologisches Lesebuch aus Texten Joseph Ratzingers. Bonn 2011.
48. ↑  Katechismus der katholischen Kirche, Absatz 639.
49. ↑  Katechismus der katholischen Kirche, Absatz 647.
50. ↑  Katechismus der katholischen Kirche, Absatz 648ff.
51. ↑  EKD-Glaubens-ABC: Auferstehung.
52. ↑  Hans Kessler: Sucht den Lebenden nicht bei den Toten. Die Auferstehung Jesu Christi in biblischer, fundamentaltheologischer und systematischer Sicht. Patmos, Düsseldorf 1985, S. 22.
53. ↑  Gary Habermas: Resurrection Research from 1975 to the Present: What are Critical Scholars Saying? Journal for the Study of the Historical Jesus, 3.2 (2005), S. 135–153 Onlineversion.
54. ↑  Gerd Theißen, Annette Merz: Der historische Jesus: Ein Lehrbuch. 4. Auflage, Göttingen 2011, ISBN 978-3-525-52198-4, S. 417.
55. ↑  Dale C. Allison Jr.: The Resurrection of Jesus. New York 2021, S. 11.
56. ↑  Hermann Samuel Reimarus (Autor), Gotthold Ephraim Lessing (Hrsg.): Von Dem Zwecke Jesu Und Seiner Jünger: Noch Ein Fragment Des Wolfenbüttelschen Ungenannten. Braunschweig 1778, Abschnitt 36, S. 167 ff.
57. ↑  Goethes Epigramme, Venedig 1790. Zeno.org.
58. ↑  Heinrich Eberhard Gottlob Paulus: Philologisch-kritischer und historischer Kommentar über das Neue Testament 3: Der drey ersten Evangelien Fortsetzung und Beschluss. Bohn, Lübeck 1802, S. 803ff.
59. ↑  Carl Venturini: Natürliche Geschichte des großen Propheten von Nazareth. Band 4, 1802, S. 29ff.
60. ↑  Karl von Hase: Das Leben Jesu: ein Lehrbuch Zunächst für akademische Vorlesungen. (1829) 5. Auflage, Breitkopf und Härtel, Leipzig 1865, S. 196.
61. ↑  Friedrich Schleiermacher’s sämmtliche Werke, Teil 1, Ausgaben 5–6, Ulan Press, 2011, S. 484 (Memento vom 19. Januar 2012 im Internet Archive)
62. ↑  Franz Alt: Jesus – der erste neue Mann: Essay. Union, 1990, ISBN 3-372-00380-2; Der Spiegel, 28. März 1994: Glaube: Können wir noch Christen sein?.
63. ↑  Roman Heiligenthal: Der verfälschte Jesus: eine Kritik moderner Jesusbilder. Primus, Darmstadt 1999, ISBN 3-89678-125-1, S. 128.
64. ↑  Johannes Fried: Kein Tod auf Golgatha. Beck, München 1999.
65. ↑  Anonymus: Versuch über die Auferstehung Jesu. In: Bibliothek für Kritik und Exegese des Neuen Testaments und älteste Kirchengeschichte, Band 2, 1799, S. 537–551.
66. ↑  Heinrich Holtzmann: Das leere Grab und die gegenwärtigen Verhandlungen über die Auferstehung Jesu, Teil 2. In: Theologische Rundschau, J. C. B. Mohr, 1906, S. 79–132.
67. ↑  Joseph Klausner: Jesus von Nazareth. The Jewish Publishing House, 3., erweiterte Auflage 1952, S. 496.
68. ↑  David Friedrich Strauß: Das Leben Jesu für das deutsche Volk bearbeitet. Zweiter Theil. Volksausgabe in verkürzter Form. Emil Strauß, 13. Auflage, Bonn 1904, S. 645–663.
69. ↑  Carl Holsten: Zum Evangelium des Paulus und des Petrus. Altes und Neues. Stillersche Hofbuchhandlung, Berlin 1868, S. 111.
70. ↑  William Wrede: Das Messiasgeheimnis in den Evangelien: zugleich ein Beitrag zum Verständnis des Markusevangeliums. Vandenhoeck & Ruprecht, Göttingen 1901, S. 114.
71. ↑  Gerd Theißen, Annette Merz: Der historische Jesus: Ein Lehrbuch. 4. Auflage, Göttingen 2011, S. 418f.
72. ↑  Gerd Lüdemann: Die Auferstehung Jesu. Historie, Erfahrung, Theologie. Vandenhoeck & Ruprecht, Göttingen 1994, ISBN 3-525-53523-6; referiert bei Gerd Theißen, Annette Merz: Der historische Jesus: Ein Lehrbuch. 4. Auflage, Göttingen 2011, S. 422.
73. ↑  Hans von Campenhausen: Der Ablauf der Osterereignisse und das leere Grab. (1952) 4. unveränderte Auflage, Universitätsverlag Carl Winter, Heidelberg 1977, ISBN 3-533-01682-X, S. 41–51.
74. ↑  Hans Graß: Ostergeschehen und Osterberichte. (1956) 3. Auflage, Vandenhoeck & Ruprecht, Göttingen 1964.
75. ↑  Ulrich Wilckens: Auferstehung. Das biblische Auferstehungszeugnis historisch untersucht und erklärt. (1970) 3. Auflage, Gütersloher Verlagshaus, Gütersloh 1981, ISBN 3-579-03880-X, S. 55 und 128–131.
76. ↑  Bertold Klappert (Hrsg.): Diskussion um Kreuz und Aufstehung. Auseinandersetzung in Theologie und Gemeinde. Wuppertal 1967, S. 27–29.
77. ↑  Klaus Berger: Die Auferstehung der Propheten und die Erhöhung des Menschensohnes. (1976) Vandenhoeck & Ruprecht, Göttingen 1997, ISBN 3-525-53365-9.
78. ↑  Pinchas Lapide: Auferstehung: Ein jüdisches Glaubenserlebnis. (1983) Lit Verlag, 2010, ISBN 3-643-10840-0, S. 77, S. 93 sowie letztes Kapitel.
79. ↑  Nicholas Thomas Wright: Jesus’ Resurrection and Christian Origins (Memento des Originals vom 20. März 2011 im Internet Archive)  Info: Der Archivlink wurde automatisch eingesetzt und noch nicht geprüft. Bitte prüfe Original- und Archivlink gemäß Anleitung und entferne dann diesen Hinweis., Gregorianum, 2002, 83/4, S. 615–635.
80. ↑  Nicholas Thomas Wright: General Issues on the Easter Stories. In: The Resurrection of the Son of God.
81. ↑  Nicholas Thomas Wright: Easter and History. In: The Resurrection of the Son of God.
82. ↑  Hans-Georg Geyer: Die Auferstehung Jesu Christi. In: Hans Theodor Goebel, Dietrich Korsch, Hartmut Ruddies, Jürgen Seim (Hrsg.): Hans-Georg Geyer: Andenken. Theologische Aufsätze. Mohr Siebeck, Tübingen 2003, S. 149–175.
83. ↑  Rudolf Bultmann: Neues Testament und Mythologie. Das Problem der Entmythologisierung der neutestamentlichen Verkündigung. (1941) 3. unveränderte Auflage, Christian Kaiser, München 1988, ISBN 3-459-01582-9, S. 44–51.
84. ↑  James M. Robinson: Kerygma und historischer Jesus. 2. Auflage, Zwingli Verlag, Zürich 1967, S. 9; Konrad Hammann: Rudolf Bultmann: Eine Biographie. Mohr Siebeck, Tübingen 2009, ISBN 3-16-150204-3, S. 421–472.
85. ↑  Rudolf Bultmann: Das Verhältnis der urchristlichen Christusbotschaft zum historischen Jesus. 4. Auflage, Carl Winter, Heidelberg 1965, S. 27.
86. ↑  Willi Marxsen: Die Auferstehung Jesu als historisches und theologisches Problem. (1964) 6. Auflage, Gütersloher Verlagshaus / Gerd Mohn, Gütersloh 1968, S. 8–30.
87. ↑  Willi Marxsen: Die Auferstehung Jesu von Nazareth. (1968) Neuauflage, Gütersloher Verlagshaus Gerd Mohn, Gütersloh 1985, ISBN 3-579-04618-7, S. 160.
88. ↑  Herbert Braun: Jesus. Der Mann aus Nazareth und seine Zeit. Kreuz Verlag, Stuttgart 1969, S. 154.
89. ↑  Karl Barth: Kirchliche Dogmatik, Band IV/1, 1953, darin § 59, S. 171–394.
90. ↑  Bertold Klappert: Diskussion um Kreuz und Auferstehung. Wuppertal 1967, S. 127–144.
91. ↑  Leo Scheffczyk: Auferstehung. Prinzip christlichen Glaubens. Johannes Verlag, Einsiedeln 1976, S. 60.
92. ↑  Wolfhart Pannenberg, Rolf Rendtorff, Trutz Rendtorff, Ulrich Wilckens (Hrsg.): Offenbarung als Geschichte. Vandenhoeck & Ruprecht, Göttingen 1961, S. 107.
93. ↑  Wolfhart Pannenberg: Grundzüge der Christologie, § 3, Abschnitt IV: Die historische Problematik der Auferstehung Jesu, S. 80–103; referiert bei Gunther Wenz: Wolfhart Pannenbergs Systematische Theologie. Ein einführender Bericht. Vandenhoeck & Ruprecht, 2003, ISBN 3-525-56127-X, S. 182.
94. ↑  Wolfhart Pannenberg: Grundzüge der Christologie, § 3, Abschnitt IV: Die historische Problematik der Auferstehung Jesu, S. 80–103; referiert bei Bertold Klappert: Diskussion um Kreuz und Auferstehung. Wuppertal 1967, S. 237–249.
95. ↑  Stuttgarter Nachrichten: Der Glaube der Deutschen: Jesu? Ja bitte! Auferstehung? Nein danke! Abgerufen am 21. Mai 2024.
96. ↑  Umfrage zu Ostern: So viele Deutsche glauben an die Auferstehung. 17. April 2019, abgerufen am 21. Mai 2024.
97. ↑  So viele Deutsche glauben an die Auferstehung Jesu. Abgerufen am 21. Mai 2024.
98. ↑  Dietmar Pieper: Christen an Ostern: Immer weniger Deutsche glauben an Gott. In: Der Spiegel. 19. April 2019, ISSN 2195-1349 (spiegel.de [abgerufen am 21. Mai 2024]).
99. ↑  Resurrection did not happen, say quarter of Christians. In: BBC News. 8. April 2017 (bbc.com [abgerufen am 21. Mai 2024]).
100. ↑  State of Theology. Abgerufen am 21. Mai 2025 (amerikanisches Englisch).
101. ↑  Seite 8, Frage 22: https://research.lifeway.com/wp-content/uploads/2022/09/Ligonier-State-of-Theology-2022-Full-Report.pdf